# Listă de filme western din anii 1940
Aceasta este o listă de filme western din anii 1940.
| 1940                                                 |                                         | |                            |                                                                                        |
| 20 Mule Team                                         | Richard Thorpe                          | Wallace Beery, Anne Baxter, Leo Carillo                                                                            | Statele Unite ale Americii | mining Western                                                                         |
| Adventures of Red Ryder                              | William Witney                          | Don "Red" Barry, Noah Beery, Sr.                                                                                   | Statele Unite ale Americii | Red Ryder serial Western                                                               |
| Arizona                                              | Wesley Ruggles                          | Jean Arthur, William Holden                                                                                        | Statele Unite ale Americii | Western tradițional                                                                    |
| Bad Man from Red Butte                               | Ray Taylor                              | Johnny Mack Brown, Bob Baker, Fuzzy Knight                                                                         | Statele Unite ale Americii | B Western                                                                              |
| Billy the Kid's Gun Justice                          | Sam Newfield                            | Bob Steele, Al St. John, Louise Currie                                                                             | Statele Unite ale Americii | Billy the Kid serial Western                                                           |
| Billy the Kid in Texas                               | Sam Newfield                            | Bob Steele, Al St. John, Terry Walker                                                                              | Statele Unite ale Americii | Billy the Kid serial Western                                                           |
| Billy the Kid Outlawed                               | Sam Newfield                            | Bob Steele, Al St. John, Louise Currie                                                                             | Statele Unite ale Americii | Billy the Kid serial Western                                                           |
| Blazing Six Shooters                                 | Joseph H. Lewis                         | Charles Starrett, Iris Meredith, Dick Curtis                                                                       | Statele Unite ale Americii | B Western                                                                              |
| The Border Legion                                    | Joseph Kane                             | Roy Rogers, George "Gabby" Hayes                                                                                   | Statele Unite ale Americii | Singing cowboy Western                                                                 |
| Boss of Bullion City                                 | Ray Taylor                              | Johnny Mack Brown, Fuzzy Knight, Nell O'Day                                                                        | Statele Unite ale Americii | B Western                                                                              |
| Brigham Young                                        | Henry Hathaway                          | Tyrone Power, Linda Darnell, John Carradine                                                                        | Statele Unite ale Americii | biopic Western                                                                         |
| Buck Benny Rides Again                               | Mark Sandrich                           | Jack Benny, Ellen Drew, Andy Devine, Ward Bond                                                                     | Statele Unite ale Americii | comedy Western                                                                         |
| Bullets for Rustlers                                 | Sam Nelson                              | Charles Starrett, Lorna Gray, Bob Nolan                                                                            | Statele Unite ale Americii | B Western                                                                              |
| Carson City Kid                                      | Joseph Kane                             | Roy Rogers, George "Gabby" Hayes                                                                                   | Statele Unite ale Americii | Singing cowboy Western                                                                 |
| Carolina Moon                                        | Frank McDonald                          | Gene Autry, Smiley Burnette, June Storey                                                                           | Statele Unite ale Americii | Singing cowboy Western                                                                 |
| Colorado                                             | Joseph Kane                             | Roy Rogers, George "Gabby" Hayes, Milburn Stone                                                                    | Statele Unite ale Americii | Singing cowboy Western                                                                 |
| Covered Wagon Days                                   | George Sherman                          | Robert Livingston, Raymond Hatton, Duncan Renaldo                                                                  | Statele Unite ale Americii | The Three Mesquiteers serial Western                                                   |
| The Dark Command                                     | Raoul Walsh                             | John Wayne, Claire Trevor, Walter Pidgeon                                                                          | Statele Unite ale Americii | Western tradițional                                                                    |
| Deadwood Dick                                        | James W. Horne                          | Don Douglas, Lorna Gray, Harry Harvey                                                                              | Statele Unite ale Americii | serial Western                                                                         |
| The Durango Kid                                      | Lambert Hillyer                         | Charles Starrett, Luana Walters, Kenneth MacDonald                                                                 | Statele Unite ale Americii | Durango Kid serial Western                                                             |
| The Fargo Kid                                        | Edward Killy                            | Tim Holt, Ray Whitley, Emmett Lynn                                                                                 | Statele Unite ale Americii | B Western                                                                              |
| Gaucho Serenade                                      | Frank McDonald                          | Gene Autry, Smiley Burnette                                                                                        | Statele Unite ale Americii | Singing cowboy Western                                                                 |
| The Gay Caballero                                    | Otto Brower                             | Cesar Romero, Chris-Pin Martin, Sheila Ryan                                                                        | Statele Unite ale Americii | The Cisco Kid serial Western                                                           |
| Go West                                              | Edward Buzzell                          | Groucho Marx, Harpo Marx, Chico Marx                                                                               | Statele Unite ale Americii | comedy Western                                                                         |
| Heroes of the Saddle                                 | William Witney                          | Robert Livingston, Raymond Hatton, Duncan Renaldo                                                                  | Statele Unite ale Americii | The Three Mesquiteers serial Western                                                   |
| Hidden Gold                                          | Lesley Selander                         | William Boyd, Russell Hayden                                                                                       | Statele Unite ale Americii | Hopalong Cassidy serial Western                                                        |
| King of the Royal Mounted                            | John English, William Witney            | Allan "Rocky" Lane, Robert Strange, Robert Kellard                                                                 | Statele Unite ale Americii | Canadian mountie serial Western                                                        |
| Kit Carson                                           | George B. Seitz                         | Jon Hall, Lynn Bari, Dana Andrews, Ward Bond                                                                       | Statele Unite ale Americii | Western tradițional                                                                    |
| Knights of the Range                                 | Lesely Selander                         | Russell Hayden, Victor Jory, Jean Parker                                                                           | Statele Unite ale Americii | Western tradițional                                                                    |
| Law and Order                                        | Ray Taylor                              | Johnny Mack Brown, Fuzzy Knight, Nell O'Day                                                                        | Statele Unite ale Americii | B Western                                                                              |
| The Light of Western Stars                           | Lesley Selander                         | Victor Jory, Jo Ann Sayers, Russell Hayden                                                                         | Statele Unite ale Americii | Western tradițional                                                                    |
| Lightning Strikes West                               | Harry L. Fraser                         | Ken Maynard, Claire Rochelle                                                                                       | Statele Unite ale Americii | serial Western                                                                         |
| Lone Star Raiders                                    | George Sherman                          | Robert Livingston, Bob Steele, Rufe Davis                                                                          | Statele Unite ale Americii | The Three Mesquiteers serial Western                                                   |
| Lucky Cisco Kid                                      | H. Bruce Humberstone                    | Cesar Romero, Mary Beth Hughes, Dana Andrews                                                                       | Statele Unite ale Americii | The Cisco Kid serial Western                                                           |
| The Mark of Zorro                                    | Rouben Mamoulian                        | Tyrone Power, Linda Darnell, Basil Rathbone, Gale Sondergaard                                                      | Statele Unite ale Americii | Mexico Western                                                                         |
| Melody Ranch                                         | Joseph Santley                          | Gene Autry, Jimmy Durante, Ann Miller                                                                              | Statele Unite ale Americii | Singing cowboy Western                                                                 |
| Men with Steel Faces                                 | Otto Brower, B. Reeves Eason            | Gene Autry, Frankie Darro, Betsy King Ross, Dorothy Christy                                                        | Statele Unite ale Americii | science fiction Western—a feature-length re-edit of the 1935 serial The Phantom Empire |
| Murder on the Yukon                                  | Louis J. Gasnier                        | James Newill, Polly Ann Young, Dave O'Brien                                                                        | Statele Unite ale Americii | Northern Western                                                                       |
| My Little Chickadee                                  | Edward F. Cline                         | Mae West, W. C. Fields, Joseph Calleia                                                                             | Statele Unite ale Americii | comedy/musical Western                                                                 |
| North of the Rockies                                 | Lambert Hillyer                         | Tex Ritter, Lloyd Bridges, Wild Bill Elliott                                                                       | Statele Unite ale Americii | Northern Western                                                                       |
| North West Mounted Police                            | Cecil B. DeMille                        | Gary Cooper, Paulette Goddard, Madeleine Carroll                                                                   | Statele Unite ale Americii | Northern Western                                                                       |
| Northwest Passage                                    | King Vidor                              | Spencer Tracy, Robert Young, Walter Brennan                                                                        | Statele Unite ale Americii | colonial American frontier                                                             |
| Northwest Rangers                                    | Joseph M. Newman                        | James Craig, William Lundigan, Patricia Dane                                                                       | Statele Unite ale Americii | Northern Western                                                                       |
| Oklahoma Renegades                                   | Nate Watt                               | Robert Livingston, Raymond Hatton, Duncan Renaldo                                                                  | Statele Unite ale Americii | The Three Mesquiteers serial Western                                                   |
| Phantom Rancher                                      | Harry L. Fraser                         | Ken Maynard, Dorothy Short, Harry Harvey                                                                           | Statele Unite ale Americii | serial Western                                                                         |
| Pioneers of the West                                 | Lester Orlebeck                         | Robert Livingston, Raymond Hatton, Duncan Renaldo                                                                  | Statele Unite ale Americii | The Three Mesquiteers serial Western                                                   |
| Pony Post                                            | Ray Taylor                              | Johnny Mack Brown, Fuzzy Knight, Nell O'Day                                                                        | Statele Unite ale Americii | B Western                                                                              |
| Queen of the Yukon                                   | Phil Rosen                              | Charles Bickford, Irene Rich, Melvin Lang, George Cleveland, June Carlson                                          | Statele Unite ale Americii | Alaska gold rush Western                                                               |
| Ragtime Cowboy Joe                                   | Ray Taylor                              | Johnny Mack Brown, Fuzzy Knight, Nell O'Day                                                                        | Statele Unite ale Americii | B Western                                                                              |
| Rancho Grande                                        | Frank McDonald                          | Gene Autry, Smiley Burnette, June Storey, Mary Lee                                                                 | Statele Unite ale Americii | Singing cowboy Western                                                                 |
| The Range Busters                                    | S. Roy Luby                             | Ray "Crash" Corrigan, John "Dusty" King, Max Terhune                                                               | Statele Unite ale Americii | first Range Busters serial Western                                                     |
| The Ranger and the Lady                              | Joseph Kane                             | Roy Rogers, George "Gabby" Hayes, Julie Bishop                                                                     | Statele Unite ale Americii | Singing cowboy Western                                                                 |
| Rangers of Fortune                                   | Sam Wood                                | Fred MacMurray, Albert Dekker, Gilbert Roland, Patricia Morison                                                    | Statele Unite ale Americii | Western tradițional                                                                    |
| The Return of Frank James                            | Fritz Lang                              | Henry Fonda, Gene Tierney, Jackie Cooper, Henry Hull, John Carradine                                               | Statele Unite ale Americii | outlaw Western                                                                         |
| Ride, Tenderfoot, Ride                               | Frank McDonald                          | Gene Autry, Smiley Burnette, June Storey                                                                           | Statele Unite ale Americii | Singing cowboy Western                                                                 |
| Riders of Pasco Basin                                | Ray Taylor                              | Johnny Mack Brown, Bob Baker, Fuzzy Knight                                                                         | Statele Unite ale Americii | B Western                                                                              |
| Rocky Mountain Rangers                               | George Sherman                          | Robert Livingston, Raymond Hatton, Duncan Renaldo                                                                  | Statele Unite ale Americii | The Three Mesquiteers serial Western                                                   |
| Santa Fe Marshal                                     | Lesley Selander                         | William Boyd, Russell Hayden, Marjorie Rambeau                                                                     | Statele Unite ale Americii | Hopalong Cassidy serial Western                                                        |
| Santa Fe Trail                                       | Michael Curtiz                          | Errol Flynn, Olivia de Havilland, Raymond Massey, Ronald Reagan, Van Heflin                                        | Statele Unite ale Americii | Western tradițional                                                                    |
| Shooting High                                        | Alfred E. Green                         | Gene Autry, Jane Withers, Marjorie Weaver                                                                          | Statele Unite ale Americii | Singing cowboy Western                                                                 |
| The Showdown                                         | Howard Bretherton                       | William Boyd, Russell Hayden, Britt Wood                                                                           | Statele Unite ale Americii | Hopalong Cassidy serial Western                                                        |
| Son of Roaring Dan                                   | Ford Beebe                              | Johnny Mack Brown, Fuzzy Knight, Nell O'Day                                                                        | Statele Unite ale Americii | B Western                                                                              |
| Stagecoach War                                       | Lesley Selander                         | William Boyd, Russell Hayden, Julie Carter                                                                         | Statele Unite ale Americii | Hopalong Cassidy serial Western                                                        |
| Take Me Back to Oklahoma                             | Albert Herman                           | Tex Ritter, Bob Wills, Slim Andrews                                                                                | Statele Unite ale Americii | Singing cowboy Western                                                                 |
| The Texas Rangers Ride Again                         | James P. Hogan                          | Ellen Drew, John Howard, Akim Tamiroff                                                                             | Statele Unite ale Americii | B Western                                                                              |
| Texas Stagecoach                                     | Joseph H. Lewis                         | Charles Starrett, Iris Meredith, Bob Nolan                                                                         | Statele Unite ale Americii | B Western                                                                              |
| Texas Terrors                                        | George Sherman                          | Don "Red" Barry, Julie Duncan, Al St. John                                                                         | Statele Unite ale Americii | B Western                                                                              |
| The Trail Blazers                                    | George Sherman                          | Robert Livingston, Bob Steele, Rufe Davis                                                                          | Statele Unite ale Americii | The Three Mesquiteers serial Western                                                   |
| Three Men From Texas                                 | Lesley Selander                         | William Boyd, Russell Hayden, Andy Clyde                                                                           | Statele Unite ale Americii | Hopalong Cassidy serial Western                                                        |
| Thundering Frontier                                  | D. Ross Lederman                        | Charles Starrett, Iris Meredith, Ray Bennett                                                                       | Statele Unite ale Americii | B Western                                                                              |
| The Trail Blazers                                    | George Sherman                          | Robert Livingston, Bob Steele, Rufe Davis                                                                          | Statele Unite ale Americii | The Three Mesquiteers serial Western                                                   |
| Trailing Double Trouble                              | S. Roy Luby                             | Ray "Crash" Corrigan, John "Dusty" King, Max Terhune, Lita Conway                                                  | Statele Unite ale Americii | Range Busters serial Western                                                           |
| Under Texas Skies                                    | George Sherman                          | Robert Livingston, Bob Steele, Rufe Davis                                                                          | Statele Unite ale Americii | The Three Mesquiteers serial Western                                                   |
| Virginia City                                        | Michael Curtiz                          | Errol Flynn, Miriam Hopkins, Randolph Scott, Humphrey Bogart                                                       | Statele Unite ale Americii | Western tradițional                                                                    |
| Viva Cisco Kid                                       | Norman Foster                           | Cesar Romero, Jean Rogers, Chris-Pin Martin                                                                        | Statele Unite ale Americii | The Cisco Kid serial Western                                                           |
| Wagon Train                                          | Edward Killy                            | Tim Holt, Ray Whitley, Martha O'Driscoll                                                                           | Statele Unite ale Americii | B Western                                                                              |
| Wagons Westward                                      | Lew Landers                             | Chester Morris, Anita Louise, Buck Jones                                                                           | Statele Unite ale Americii | B Western                                                                              |
| West of Abilene                                      | Ralph Ceder                             | Charles Starrett, Bruce Bennett, Marjorie Cooley                                                                   | Statele Unite ale Americii | B Western                                                                              |
| West of Carson City                                  | Ray Taylor                              | Johnny Mack Brown, Bob Baker, Fuzzy Knight                                                                         | Statele Unite ale Americii | B Western                                                                              |
| West of Pinto Basin                                  | S. Roy Luby                             | Ray "Crash" Corrigan, John "Dusty" King, Max Terhune                                                               | Statele Unite ale Americii | Range Busters serial Western                                                           |
| The Westerner                                        | William Wyler                           | Gary Cooper, Walter Brennan, Doris Davenport                                                                       | Statele Unite ale Americii | Western tradițional                                                                    |
| When the Dalton's Rode                               | George Marshall                         | Randolph Scott, Kay Francis, Broderick Crawford                                                                    | Statele Unite ale Americii | Western tradițional                                                                    |
| Winners of the West                                  | Ford Beebe, Ray Taylor                  | Dick Foran, Anne Nagel, James Craig                                                                                | Statele Unite ale Americii | serial Western                                                                         |
| Wyoming                                              | Richard Thorpe                          | Wallace Beery, Leo Carrillo, Ann Rutherford                                                                        | Statele Unite ale Americii | Western tradițional                                                                    |
| Young Bill Hickok                                    | Joseph Kane                             | Roy Rogers, George "Gabby" Hayes, Sally Payne                                                                      | Statele Unite ale Americii | Singing cowboy Western                                                                 |
| Young Buffalo Bill                                   | Joseph Kane                             | Roy Rogers, George "Gabby" Hayes, Pauline Moore                                                                    | Statele Unite ale Americii | Singing cowboy Western                                                                 |
| 1941                                                 |                                         | |                            |                                                                                        |
| Along the Rio Grande                                 | Edward Killy                            | Tim Holt, Betty Jane Rhodes, Ray Whitley                                                                           | Statele Unite ale Americii | serial Western                                                                         |
| Arizona Bound                                        | Spencer Gordon Bennet                   | Buck Jones, Tim McCoy, Raymond Hatton                                                                              | Statele Unite ale Americii | serial Western - first of the "Rough Rider" series                                     |
| Arizona Cyclone                                      | Joseph H. Lewis                         | Johnny Mack Brown, Fuzzy Knight, Nell O'Day                                                                        | Statele Unite ale Americii | B Western                                                                              |
| Arkansas Judge                                       | Frank McDonald                          | Leon Weaver, Frank Weaver, June Weaver, Roy Rogers                                                                 | Statele Unite ale Americii | musical Western                                                                        |
| Back in the Saddle                                   | Lew Landers                             | Gene Autry, Smiley Burnette                                                                                        | Statele Unite ale Americii | Singing cowboy Western                                                                 |
| The Bad Man                                          | Richard Thorpe                          | Wallace Beery, Lionel Barrymore, Laraine Day, Ronald Reagan                                                        | Statele Unite ale Americii | comedy Western                                                                         |
| Bad Man of Deadwood                                  | Joseph Kane                             | Roy Rogers, George "Gabby" Hayes, Sally Payne                                                                      | Statele Unite ale Americii | Singing cowboy Western                                                                 |
| Badlands of Dakota                                   | Alfred E. Green                         | Robert Stack, Broderick Crawford, Ann Rutherford                                                                   | Statele Unite ale Americii | Western tradițional                                                                    |
| The Bandit Trail                                     | Edward Killy                            | Tim Holt, Ray Whitley, Janet Waldo                                                                                 | Statele Unite ale Americii | serial Western                                                                         |
| Belle Starr                                          | Irving Cummings                         | Randolph Scott, Gene Tierney, Dana Andrews                                                                         | Statele Unite ale Americii | Civil War Western                                                                      |
| Billy the Kid                                        | David Miller                            | Robert Taylor, Brian Donlevy, Lon Chaney Jr.                                                                       | Statele Unite ale Americii | Western tradițional                                                                    |
| Billy the Kid's Fighting Pals                        | Sam Newfield                            | Bob Steele, Al St. John, Phyllis Adair                                                                             | Statele Unite ale Americii | Billy the Kid serial Western                                                           |
| Billy the Kid in Santa Fe                            | Sam Newfield                            | Bob Steele, Al St. John, Dave O'Brien                                                                              | Statele Unite ale Americii | Billy the Kid serial Western                                                           |
| Billy the Kid's Range War                            | Sam Newfield                            | Bob Steele, Al St. John, Joan Barclay                                                                              | Statele Unite ale Americii | Billy the Kid serial Western                                                           |
| Billy the Kid's Round-Up                             | Sam Newfield                            | Buster Crabbe, Al St. John, Joan Barclay                                                                           | Statele Unite ale Americii | Billy the Kid serial Western                                                           |
| Billy the Kid Wanted                                 | Sam Newfield                            | Buster Crabbe, Al St. John, Dave O'Brien                                                                           | Statele Unite ale Americii | Billy the Kid serial Western                                                           |
| Border Vigilantes                                    | Derwin Abrahams                         | William Boyd, Russell Hayden, Andy Clyde                                                                           | Statele Unite ale Americii | Hopalong Cassidy serial Western                                                        |
| Bury Me Not on the Lone Prairie                      | Ray Taylor                              | Johnny Mack Brown, Fuzzy Knight, Nell O'Day                                                                        | Statele Unite ale Americii | B Western                                                                              |
| Cyclone on Horseback                                 | Edward Killy                            | Tim Holt, Marjorie Reynolds, Ray Whitley                                                                           | Statele Unite ale Americii | serial Western                                                                         |
| Doomed Caravan                                       | Lesley Selander                         | William Boyd, Andy Clyde, Russell Hayden                                                                           | Statele Unite ale Americii | Hopalong Cassidy serial Western                                                        |
| Down Mexico Way                                      | Joseph Santley                          | Gene Autry, Smiley Burnette                                                                                        | Statele Unite ale Americii | Singing cowboy Western                                                                 |
| Dude Cowboy                                          | David Howard                            | Tim Holt, Marjorie Reynolds, Eddie Kane                                                                            | Statele Unite ale Americii | serial Western                                                                         |
| Fighting Bill Fargo                                  | Ray Taylor                              | Johnny Mack Brown, Fuzzy Knight, Jean Brooks                                                                       | Statele Unite ale Americii | B Western                                                                              |
| Forbidden Trails                                     | Robert N. Bradbury                      | Buck Jones, Tim McCoy, Raymond Hatton                                                                              | Statele Unite ale Americii | Rough Riders serial Western                                                            |
| Fugitive Valley                                      | S. Roy Luby                             | Ray "Crash" Corrigan, John "Dusty" King, Max Terhune                                                               | Statele Unite ale Americii | Range Busters serial Western                                                           |
| Gangs of Sonora                                      | John English                            | Robert Livingston, Bob Steele, Rufe Davis                                                                          | Statele Unite ale Americii | The Three Mesquiteers serial Western                                                   |
| Go West, Young Lady                                  | Frank R. Strayer                        | Glenn Ford, Penny Singleton, Ann Miller, Charles Ruggles                                                           | Statele Unite ale Americii | comedy Western                                                                         |
| Gauchos of El Dorado                                 | Lester Orlebeck                         | Tom Tyler, Bob Steele, Rufe Davis                                                                                  | Statele Unite ale Americii | The Three Mesquiteers serial Western                                                   |
| The Gunman from Bodie                                | Spencer Gordon Bennet                   | Buck Jones, Tim McCoy, Raymond Hatton                                                                              | Statele Unite ale Americii | Rough Riders serial Western                                                            |
| Honky Tonk                                           | Jack Conway                             | Clark Gable, Lana Turner, Claire Trevor                                                                            | Statele Unite ale Americii | Western tradițional                                                                    |
| In Old Cheyenne                                      | Joseph Kane                             | Roy Rogers, George "Gabby" Hayes, Joan Woodbury                                                                    | Statele Unite ale Americii | Singing cowboy Western                                                                 |
| In Old Colorado                                      | Howard Bretherton                       | William Boyd, Andy Clyde                                                                                           | Statele Unite ale Americii | Hopalong Cassidy serial Western                                                        |
| Jesse James at Bay                                   | Joseph Kane                             | Roy Rogers, George "Gabby" Hayes, Sally Payne                                                                      | Statele Unite ale Americii | Singing cowboy Western                                                                 |
| The Kid's Last Ride                                  | S. Roy Luby                             | Ray "Crash" Corrigan, John "Dusty" King, Max Terhune, Luana Walters                                                | Statele Unite ale Americii | Range Busters serial Western                                                           |
| King of the Texas Rangers                            | William Witney, John English            | Sammy Baugh, Neil Hamilton, Duncan Renaldo, Pauline Moore                                                          | Statele Unite ale Americii | serial Western                                                                         |
| Law of the Range                                     | Ray Taylor                              | Johnny Mack Brown, Fuzzy Knight, Nell O'Day                                                                        | Statele Unite ale Americii | B Western                                                                              |
| The Lone Rider Ambushed                              | Sam Newfield                            | George F. Houston, Al St. John, Maxine Leslie                                                                      | Statele Unite ale Americii | Lone Rider serial Western                                                              |
| The Lone Rider Crosses the Rio                       | Sam Newfield                            | George F. Houston, Al St. John, Roquell Verria                                                                     | Statele Unite ale Americii | Lone Rider serial Western                                                              |
| The Lone Rider Fights Back                           | Sam Newfield                            | George F. Houston, Al St. John, Dennis Moore                                                                       | Statele Unite ale Americii | Lone Rider serial Western                                                              |
| The Lone Rider in Frontier Fury                      | Sam Newfield                            | George F. Houston, Al St. John, Hillary Brooke                                                                     | Statele Unite ale Americii | Lone Rider serial Western                                                              |
| The Lone Rider in Ghost Town                         | Sam Newfield                            | George F. Houston, Al St. John, Rebel Randall                                                                      | Statele Unite ale Americii | Lone Rider serial Western                                                              |
| The Lone Rider Rides On                              | Sam Newfield                            | George F. Houston, Al St. John, Hillary Brooke                                                                     | Statele Unite ale Americii | Lone Rider serial Western                                                              |
| Man from Montana                                     | Ray Taylor                              | Johnny Mack Brown, Fuzzy Knight, Billy Lenhart                                                                     | Statele Unite ale Americii | B Western                                                                              |
| The Masked Rider                                     | Ford Beebe                              | Johnny Mack Brown, Fuzzy Knight, Nell O'Day                                                                        | Statele Unite ale Americii | B Western                                                                              |
| The Medico of Painted Springs                        | Lambert Hillyer                         | Charles Starrett, Terry Walker, Ben Taggart                                                                        | Statele Unite ale Americii | The Medico serial Western                                                              |
| Nevada City                                          | Joseph Kane                             | Roy Rogers, George "Gabby" Hayes                                                                                   | Statele Unite ale Americii | Singing cowboy Western                                                                 |
| Outlaws of Cherokee Trail                            | Lester Orlebeck                         | Tom Tyler, Bob Steele, Rufe Davis                                                                                  | Statele Unite ale Americii | The Three Mesquiteers serial Western                                                   |
| Outlaws of the Desert                                | Howard Bretherton                       | William Boyd, Andy Clyde, Duncan Renaldo                                                                           | Statele Unite ale Americii | Hopalong Cassidy serial Western                                                        |
| Outlaws of the Panhandle                             | Sam Nelson                              | Charles Starrett, Frances Robinson, Stanley Brown                                                                  | Statele Unite ale Americii | B Western                                                                              |
| The Pioneers                                         | Albert Herman                           | Tex Ritter, Slim Andrews, Red Foley                                                                                | Statele Unite ale Americii | Singing cowboy Western                                                                 |
| Pals of the Pecos                                    | Lester Orlebeck                         | Robert Livingston, Bob Steele, Rufe Davis                                                                          | Statele Unite ale Americii | The Three Mesquiteers serial Western                                                   |
| The Pinto Kid                                        | Lambert Hillyer                         | Charles Starrett, Louise Currie, Bob Nolan                                                                         | Statele Unite ale Americii | B Western                                                                              |
| Pirates on Horseback                                 | Lesley Selander                         | William Boyd, Russell Hayden, Andy Clyde                                                                           | Statele Unite ale Americii | Hopalong Cassidy serial Western                                                        |
| Prairie Pioneers                                     | Lester Orlebeck                         | Robert Livingston, Bob Steele, Rufe Davis                                                                          | Statele Unite ale Americii | The Three Mesquiteers serial Western                                                   |
| Prairie Stranger                                     | Lambert Hillyer                         | Charles Starrett, Cliff Edwards, Patti McCarty                                                                     | Statele Unite ale Americii | The Medico serial Western                                                              |
| Rawhide Rangers                                      | Ray Taylor                              | Johnny Mack Brown, Fuzzy Knight, Kathryn Adams                                                                     | Statele Unite ale Americii | B Western                                                                              |
| Red River Valley                                     | Joseph Kane                             | Roy Rogers, George "Gabby" Hayes, Sally Payne                                                                      | Statele Unite ale Americii | Singing cowboy Western                                                                 |
| Ride on Vaquero                                      | Herbert I. Leeds                        | Cesar Romero, Chris-Pin Martin, Lynne Roberts                                                                      | Statele Unite ale Americii | The Cisco Kid serial Western                                                           |
| Riders of the Badlands                               | Howard Bretherton                       | Charles Starrett, Russell Hayden, Cliff Edwards                                                                    | Statele Unite ale Americii | serial Western                                                                         |
| Riders of Death Valley                               | Ford Beebe, Ray Taylor                  | Dick Foran, Leo Carrillo, Buck Jones, Charles Bickford, Guinn "Big Boy" Williams, Lon Chaney, Jr., Noah Beery, Jr. | Statele Unite ale Americii | serial Western                                                                         |
| Riders of the Purple Sage                            | James Tinling                           | George Montgomery, Mary Howard, Robert Barrat                                                                      | Statele Unite ale Americii | Western tradițional                                                                    |
| Riders of the Timberline                             | Lesley Selander                         | William Boyd, Andy Clyde, Victor Jory                                                                              | Statele Unite ale Americii | Hopalong Cassidy serial Western                                                        |
| Ridin' on a Rainbow                                  | Lew Landers                             | Gene Autry, Smiley Burnette, Mary Lee                                                                              | Statele Unite ale Americii | Singing cowboy Western                                                                 |
| Ridin' the Cherokee Trail                            | Spencer Gordon Bennet                   | Tex Ritter, Slim Andrews, Betty Miles                                                                              | Statele Unite ale Americii | Singing cowboy Western                                                                 |
| Robbers of the Range                                 | Edward Killy                            | Tim Holt, Virginia Vale, Ray Whitley                                                                               | Statele Unite ale Americii | serial Western                                                                         |
| Robin Hood of the Pecos                              | Joseph Kane                             | Roy Rogers, George "Gabby" Hayes, Marjorie Reynolds                                                                | Statele Unite ale Americii | Singing cowboy Western                                                                 |
| Romance of the Rio Grande                            | Herbert I. Leeds                        | Cesar Romero, Chris-Pin Martin, Lynne Roberts                                                                      | Statele Unite ale Americii | The Cisco Kid serial Western                                                           |
| The Royal Mounted Patrol                             | Lambert Hillyer                         | Charles Starrett, Russell Hayden, Wanda McKay                                                                      | Statele Unite ale Americii | Canadian Mountie Western                                                               |
| Saddle Mountain Roundup                              | S. Roy Luby                             | Ray "Crash" Corrigan, John "Dusty" King, Max Terhune                                                               | Statele Unite ale Americii | Range Busters serial Western                                                           |
| Saddlemates                                          | Lester Orlebeck                         | Robert Livingston, Bob Steele, Rufe Davis                                                                          | Statele Unite ale Americii | The Three Mesquiteers serial Western                                                   |
| Secret of the Wasteland                              | Derwin Abrahams                         | William Boyd, Andy Clyde, Barbara Britton                                                                          | Statele Unite ale Americii | Hopalong Cassidy serial Western                                                        |
| The Shepherd of the Hills                            | Henry Hathaway                          | John Wayne, Betty Field                                                                                            | Statele Unite ale Americii | Western drama                                                                          |
| Sheriff of Tombstone                                 | Joseph Kane                             | Roy Rogers, George "Gabby" Hayes, Elyse Knox                                                                       | Statele Unite ale Americii | Singing cowboy Western                                                                 |
| Sierra Sue                                           | William Morgan                          | Gene Autry, Smiley Burnette, Fay McKenzie                                                                          | Statele Unite ale Americii | Singing cowboy Western                                                                 |
| The Singing Hill                                     | Lew Landers                             | Gene Autry, Smiley Burnette, Mary Lee                                                                              | Statele Unite ale Americii | Singing cowboy Western                                                                 |
| Six-Gun Gold                                         | David Howard                            | Tim Holt, Ray Whitely, Jan Clayton                                                                                 | Statele Unite ale Americii | serial Western                                                                         |
| Stick to Your Guns                                   | Lesley Selander                         | William Boyd, Andy Clyde, Brad King                                                                                | Statele Unite ale Americii | Hopalong Cassidy serial Western                                                        |
| Sunset in Wyoming                                    | William Morgan                          | Gene Autry, Smiley Burnette, Maris Wrixon                                                                          | Statele Unite ale Americii | Singing cowboy Western                                                                 |
| Texas                                                | George Marshall                         | William Holden, Glenn Ford, Claire Trevor                                                                          | Statele Unite ale Americii | Western tradițional                                                                    |
| They Died with Their Boots On                        | Raoul Walsh                             | Errol Flynn, Olivia de Havilland, Arthur Kennedy, Gene Lockhart, Anthony Quinn, Sydney Greenstreet                 | Statele Unite ale Americii | cavalry Western                                                                        |
| Thunder over the Prairie                             | Lambert Hillyer                         | Charles Starrett, Cliff Edwards, Eileen O'Hearn                                                                    | Statele Unite ale Americii | The Medico serial Western                                                              |
| Tonto Basin Outlaws                                  | S. Roy Luby                             | Ray "Crash" Corrigan, John "Dusty" King, Max Terhune                                                               | Statele Unite ale Americii | Range Busters serial Western                                                           |
| The Trail of Silver Spurs                            | S. Roy Luby                             | Ray "Crash" Corrigan, John "Dusty" King, Max Terhune                                                               | Statele Unite ale Americii | Range Busters serial Western                                                           |
| Tumbledown Ranch in Arizona                          | S. Roy Luby                             | Ray "Crash" Corrigan, John "Dusty" King, Max Terhune                                                               | Statele Unite ale Americii | Range Busters serial Western                                                           |
| Twilight on the Trail                                | Howard Bretherton                       | William Boyd, Andy Clyde, Wanda McKay                                                                              | Statele Unite ale Americii | Hopalong Cassidy serial Western                                                        |
| Under Fiesta Stars                                   | Frank McDonald                          | Gene Autry, Smiley Burnette, Carol Hughes                                                                          | Statele Unite ale Americii | Singing cowboy Western                                                                 |
| Underground Rustlers                                 | S. Roy Luby                             | Ray "Crash" Corrigan, John "Dusty" King, Max Terhune                                                               | Statele Unite ale Americii | Range Busters serial Western                                                           |
| West of Cimarron                                     | Lester Orlebeck                         | Bob Steele, Tom Tyler, Rufe Davis                                                                                  | Statele Unite ale Americii | The Three Mesquiteers serial Western                                                   |
| Western Union                                        | Fritz Lang                              | Randolph Scott, Robert Young, Dean Jagger, Virginia Gilmore, John Carradine, Chill Wills                           | Statele Unite ale Americii | Western tradițional                                                                    |
| White Eagle                                          | James W. Horne                          | Buck Jones, Raymond Hatton, Dorothy Fay                                                                            | Statele Unite ale Americii | serial Western                                                                         |
| Wide Open Town                                       | Lesley Selander                         | William Boyd, Andy Clyde, Russell Hayden                                                                           | Statele Unite ale Americii | Hopalong Cassidy serial Western                                                        |
| Wrangler's Roost                                     | S. Roy Luby                             | Ray "Crash" Corrigan, John "Dusty" King, Max Terhune                                                               | Statele Unite ale Americii | Range Busters serial Western                                                           |
| Wyoming Wildcat                                      | George Sherman                          | Don Barry, Julie Duncan                                                                                            | Statele Unite ale Americii | Red Ryder serial Western                                                               |
| 1942                                                 |                                         | |                            |                                                                                        |
| American Empire                                      | William C. McGann                       | Richard Dix, Leo Carrillo                                                                                          | Statele Unite ale Americii | B Western                                                                              |
| Arizona Round-Up                                     | Robert Emmett Tansey                    | Tom Keene, Sugar Dawn                                                                                              | Statele Unite ale Americii | B Western                                                                              |
| Arizona Stage Coach                                  | S. Roy Luby                             | Ray "Crash" Corrigan, John "Dusty" King, Max Terhune                                                               | Statele Unite ale Americii | Range Busters serial Western                                                           |
| Bad Men of the Hills                                 | William Berke                           | Charles Starrett, Russell Hayden, Cliff Edwards                                                                    | Statele Unite ale Americii | serial Western                                                                         |
| Bandit Ranger                                        | Lesley Selander                         | Tim Holt, Joan Barclay, Cliff Edwards                                                                              | Statele Unite ale Americii | serial Western                                                                         |
| Bells of Capistrano                                  | William Morgan                          | Gene Autry, Smiley Burnette                                                                                        | Statele Unite ale Americii | Singing cowboy Western                                                                 |
| Below the Border                                     | Howard Bretherton                       | Buck Jones, Tim McCoy, Raymond Hatton                                                                              | Statele Unite ale Americii | Rough Riders serial Western                                                            |
| Billy the Kid's Smoking Guns                         | Sam Newfield                            | Buster Crabbe, Al St. John, Dave O'Brien                                                                           | Statele Unite ale Americii | Billy the Kid serial Western                                                           |
| Billy the Kid Trapped                                | Sam Newfield                            | Buster Crabbe, Al St. John, Anne Jeffreys                                                                          | Statele Unite ale Americii | Billy the Kid serial Western                                                           |
| Boot Hill Bandits                                    | S. Roy Luby                             | Ray "Crash" Corrigan, John "Dusty" King, Max Terhune                                                               | Statele Unite ale Americii | Range Busters serial Western                                                           |
| Border Roundup                                       | Sam Newfield                            | George F. Houston, Al St. John, Dennis Moore                                                                       | Statele Unite ale Americii | Lone Rider serial Western                                                              |
| Boss of Hangtown Mesa                                | Joseph H. Lewis                         | Johnny Mack Brown, Fuzzy Knight, William Farnum                                                                    | Statele Unite ale Americii | B Western                                                                              |
| Call of the Canyon                                   | Joseph Santley                          | Gene Autry, Smiley Burnette                                                                                        | Statele Unite ale Americii | Singing cowboy Western                                                                 |
| Code of the Outlaw                                   | John English                            | Tom Tyler, Bob Steele, Rufe Davis                                                                                  | Statele Unite ale Americii | The Three Mesquiteers serial Western                                                   |
| Come on Danger                                       | Edward Killy                            | Tim Holt, Ray Whitley, Frances E. Neal                                                                             | Statele Unite ale Americii | serial Western                                                                         |
| Cowboy Serenade                                      | William Morgan                          | Gene Autry, Smiley Burnette                                                                                        | Statele Unite ale Americii | Singing cowboy Western                                                                 |
| Dawn on the Great Divide                             | Howard Bretherton                       | Buck Jones, Raymond Hatton, Mona Barrie, Rex Bell                                                                  | Statele Unite ale Americii | Rough Riders serial Western                                                            |
| Deep in the Heart of Texas                           | Elmer Clifton                           | Johnny Mack Brown, Tex Ritter, Fuzzy Knight, Jennifer Holt                                                         | Statele Unite ale Americii | B Western                                                                              |
| Down Rio Grande Way                                  | William Berke                           | Charles Starrett, Russell Hayden, Britt Wood                                                                       | Statele Unite ale Americii | serial Western                                                                         |
| Down Texas Way                                       | Howard Bretherton                       | Buck Jones, Tim McCoy, Raymond Hatton, Luana Walters                                                               | Statele Unite ale Americii | Rough Riders serial Western                                                            |
| Ghost Town Law                                       | Howard Bretherton                       | Buck Jones, Tim McCoy, Raymond Hatton, Virginia Carpenter                                                          | Statele Unite ale Americii | Rough Riders serial Western                                                            |
| The Great Man's Lady                                 | William A. Wellman                      | Barbara Stanwyck, Joel McCrea, Brian Donlevy                                                                       | Statele Unite ale Americii | romance Western                                                                        |
| Heart of the Golden West                             | Joseph Kane                             | Roy Rogers, Smiley Burnette, George "Gabby" Hayes                                                                  | Statele Unite ale Americii | Singing cowboy Western                                                                 |
| Heart of the Rio Grande                              | William Morgan                          | Gene Autry, Smiley Burnette                                                                                        | Statele Unite ale Americii | Singing cowboy Western                                                                 |
| Home in Wyomin'                                      | William Morgan                          | Gene Autry, Smiley Burnette                                                                                        | Statele Unite ale Americii | Singing cowboy Western                                                                 |
| In Old California                                    | William C. McGann                       | John Wayne, Binnie Barnes, Albert Dekker                                                                           | Statele Unite ale Americii | gold rush Western                                                                      |
| Jackass Mail                                         | Norman Z. McLeod                        | Wallace Beery, Marjorie Main, J. Carrol Naish                                                                      | Statele Unite ale Americii | comedy Western                                                                         |
| King of the Mounties                                 | William Witney                          | Allan "Rocky" Lane, Gilbert Emery, Russell Hicks                                                                   | Statele Unite ale Americii | Canadian mountie serial Western                                                        |
| Land of the Open Range                               | Edward Killy                            | Tim Holt, Ray Whitley, Janet Waldo                                                                                 | Statele Unite ale Americii | serial Western                                                                         |
| Law and Order                                        | Sam Newfield                            | Buster Crabbe, Al St. John, Dave O'Brien                                                                           | Statele Unite ale Americii | Billy the Kid serial Western                                                           |
| Lawless Plainsmen                                    | William Berke                           | Charles Starrett, Russell Hayden, Luana Walters                                                                    | Statele Unite ale Americii | serial Western                                                                         |
| Little Joe, the Wrangler                             | Lewis D. Collins                        | Johnny Mack Brown, Tex Ritter, Fuzzy Knight, Jennifer Holt                                                         | Statele Unite ale Americii | B Western                                                                              |
| The Lone Prairie                                     | William Berke                           | Russell Hayden, Dub Taylor, Bob Wills                                                                              | Statele Unite ale Americii | serial Western                                                                         |
| The Lone Rider and the Bandit                        | Sam Newfield                            | George F. Houston, Al St. John, Dennis Moore                                                                       | Statele Unite ale Americii | Lone Rider serial Western                                                              |
| The Lone Rider in Cheyenne                           | Sam Newfield                            | George F. Houston, Al St. John, Dennis Moore                                                                       | Statele Unite ale Americii | Lone Rider serial Western                                                              |
| The Lone Rider in Texas Justice                      | Sam Newfield                            | George F. Houston, Al St. John, Dennis Moore                                                                       | Statele Unite ale Americii | Lone Rider serial Western                                                              |
| Lost Canyon                                          | Lesley Selander                         | William Boyd, Andy Clyde, Jay Kirby                                                                                | Statele Unite ale Americii | Hopalong Cassidy serial Western                                                        |
| Man from Cheyenne                                    | Joseph Kane                             | Roy Rogers, George "Gabby" Hayes, Sally Payne                                                                      | Statele Unite ale Americii | Singing cowboy Western                                                                 |
| Men of Texas                                         | Ray Enright                             | Robert Stack, Broderick Crawford, Jackie Cooper                                                                    | Statele Unite ale Americii | Western tradițional                                                                    |
| The Mysterious Rider                                 | Sam Newfield                            | Buster Crabbe, Al St. John, Kermit Maynard                                                                         | Statele Unite ale Americii | Billy the Kid serial Western                                                           |
| The Old Chisholm Trail                               | Elmer Clifton                           | Johnny Mack Brown, Tex Ritter, Fuzzy Knight, Jennifer Holt                                                         | Statele Unite ale Americii | B Western                                                                              |
| Outlaws of Boulder Pass                              | Sam Newfield                            | George F. Houston, Al St. John, Dennis Moore                                                                       | Statele Unite ale Americii | Lone Rider serial Western                                                              |
| Overland Mail                                        | Ford Beebe                              | Lon Chaney, Jr., Noah Beery, Sr., Noah Beery, Jr.                                                                  | Statele Unite ale Americii | serial Western                                                                         |
| Overland Stagecoach                                  | Sam Newfield                            | Robert Livingston, Al St. John, Dennis Moore                                                                       | Statele Unite ale Americii | Lone Rider serial Western                                                              |
| Overland to Deadwood                                 | William Berke                           | Charles Starrett, Russell Hayden, Cliff Edwards                                                                    | Statele Unite ale Americii | B Western                                                                              |
| Pardon My Gun                                        | William Berke                           | Charles Starrett, Alma Carroll, Arthur Hunnicutt                                                                   | Statele Unite ale Americii | B Western                                                                              |
| Perils of the Royal Mounted                          | James W. Horne                          | Robert Kellard, Nell O'Day, Kenneth MacDonald                                                                      | Statele Unite ale Americii | Canadian Mountie serial Western                                                        |
| The Phantom Plainsmen                                | John English                            | Tom Tyler, Bob Steele, Rufe Davis                                                                                  | Statele Unite ale Americii | The Three Mesquiteers serial Western                                                   |
| Pirates of the Prairie                               | Howard Bretherton                       | Tim Holt, Cliff Edwards, Nell O'Day                                                                                | Statele Unite ale Americii | serial Western                                                                         |
| Raiders of the Range                                 | John English                            | Tom Tyler, Bob Steele, Rufe Davis                                                                                  | Statele Unite ale Americii | The Three Mesquiteers serial Western                                                   |
| The Rangers Take Over                                | Albert Herman                           | Dave O'Brien, James Newill, Guy Wilkerson                                                                          | Statele Unite ale Americii | Texas Rangers serial Western                                                           |
| Red River Robin Hood                                 | Lesley Selander                         | Tim Holt, Cliff Edwards, Barbara Moffett                                                                           | Statele Unite ale Americii | serial Western                                                                         |
| Ride 'Em Cowboy                                      | Arthur Lubin                            | Bud Abbott, Lou Costello, Johnny Mack Brown, Dick Foran                                                            | Statele Unite ale Americii | comedy Western                                                                         |
| Riders of the Northland                              | William Berke                           | Charles Starrett, Russell Hayden, Shirley Patterson                                                                | Statele Unite ale Americii | B Western                                                                              |
| Riders of the West                                   | Howard Bretherton                       | Buck Jones, Tim McCoy, Raymond Hatton                                                                              | Statele Unite ale Americii | Rough Riders serial Western                                                            |
| Ridin' Down the Canyon                               | Joseph Kane                             | Roy Rogers, George "Gabby" Hayes, The Sons of the Pioneers                                                         | Statele Unite ale Americii | Singing cowboy Western                                                                 |
| Riding the Wind                                      | Edward Killy                            | Tim Holt, Ray Whitley, Joan Barclay                                                                                | Statele Unite ale Americii | serial Western                                                                         |
| Riding Through Nevada                                | William Berke                           | Charles Starrett, Shirley Patterson, Arthur Hunnicutt                                                              | Statele Unite ale Americii | B Western                                                                              |
| Rock River Renegades                                 | S. Roy Luby                             | Ray "Crash" Corrigan, John "Dusty" King, Max Terhune                                                               | Statele Unite ale Americii | Range Busters serial Western                                                           |
| Romance on the Range                                 | Joseph Kane                             | Roy Rogers, George "Gabby" Hayes, Sally Payne                                                                      | Statele Unite ale Americii | Singing cowboy Western                                                                 |
| Shadows on the Sage                                  | Lester Orlebeck                         | Tom Tyler, Bob Steele, Jimmie Dodd                                                                                 | Statele Unite ale Americii | The Three Mesquiteers serial Western                                                   |
| Sheriff of Sage Valley                               | Sam Newfield                            | Buster Crabbe, Al St. John, Dave O'Brien                                                                           | Statele Unite ale Americii | Billy the Kid serial Western                                                           |
| Shut My Big Mouth                                    | Charles Barton                          | Joe E. Brown, Adele Mara, Victor Jory                                                                              | Statele Unite ale Americii | comedy Western                                                                         |
| The Silver Bullet                                    | Joseph H. Lewis                         | Johnny Mack Brown, Fuzzy Knight, William Farnum, Jennifer Holt                                                     | Statele Unite ale Americii | B Western                                                                              |
| Silver Queen                                         | Lloyd Bacon                             | George Brent, Priscilla Lane, Bruce Cabot                                                                          | Statele Unite ale Americii | Western tradițional                                                                    |
| Sin Town                                             | Ray Enright                             | Constance Bennett, Broderick Crawford, Patrick Knowles                                                             | Statele Unite ale Americii | Western tradițional                                                                    |
| Sons of the Pioneers                                 | Joseph Kane                             | Roy Rogers, George "Gabby" Hayes, Bob Nolan                                                                        | Statele Unite ale Americii | Singing cowboy Western                                                                 |
| South of Santa Fe                                    | Joseph Kane                             | Roy Rogers, George "Gabby" Hayes, Paul Fix                                                                         | Statele Unite ale Americii | Singing cowboy Western                                                                 |
| The Spoilers                                         | Ray Enright                             | John Wayne, Randolph Scott, Marlene Dietrich                                                                       | Statele Unite ale Americii | Alaska gold rush Western                                                               |
| Stagecoach Buckaroo                                  | Ray Taylor                              | Johnny Mack Brown, Fuzzy Knight, Nell O'Day                                                                        | Statele Unite ale Americii | B Western                                                                              |
| Stardust on the Sage                                 | William Morgan                          | Gene Autry, Smiley Burnette                                                                                        | Statele Unite ale Americii | Singing cowboy Western                                                                 |
| Sunset on the Desert                                 | Joseph Kane                             | Roy Rogers, George "Gabby" Hayes, Lynne Carver                                                                     | Statele Unite ale Americii | Singing cowboy Western                                                                 |
| Sunset Serenade                                      | Joseph Kane                             | Roy Rogers, George "Gabby" Hayes, Helen Parrish                                                                    | Statele Unite ale Americii | Singing cowboy Western                                                                 |
| Texas to Bataan                                      | Arthur Hoerl                            | John "Dusty" King, David Sharpe, Max Terhune                                                                       | Statele Unite ale Americii | Range Busters serial Western                                                           |
| Texas Trouble Shooters                               | S. Roy Luby                             | Ray "Crash" Corrigan, John "Dusty" King, Max Terhune                                                               | Statele Unite ale Americii | Range Busters serial Western                                                           |
| Thunder River Feud                                   | S. Roy Luby                             | Ray "Crash" Corrigan, John "Dusty" King, Max Terhune                                                               | Statele Unite ale Americii | Range Busters serial Western                                                           |
| Thundering Hoofs                                     | Lesley Selander                         | Tim Holt, Ray Whitley, Luana Walters                                                                               | Statele Unite ale Americii | serial Western                                                                         |
| Tombstone, the Town Too Tough to Die                 | William C. McGann                       | Richard Dix, Edgar Buchanan, Frances Gifford                                                                       | Statele Unite ale Americii | gunfighter Western                                                                     |
| A Tornado in the Saddle                              | William Berke                           | Russell Hayden, Dub Taylor, Alma Carroll                                                                           | Statele Unite ale Americii | serial Western                                                                         |
| Trail Riders                                         | Robert Emmett Tansey                    | John "Dusty" King, David Sharpe, Max Terhune                                                                       | Statele Unite ale Americii | Range Busters serial Western                                                           |
| Undercover Man                                       | Lesley Selander                         | William Boyd, Andy Clyde, Jay Kirby                                                                                | Statele Unite ale Americii | Hopalong Cassidy serial Western                                                        |
| Valley of Hunted Men                                 | John English                            | Tom Tyler, Bob Steele, Jimmie Dodd                                                                                 | Statele Unite ale Americii | The Three Mesquiteers serial Western                                                   |
| Valley of the Sun                                    | George Marshall                         | Lucille Ball, James Craig, Cedric Hardwicke, Dean Jagger                                                           | Statele Unite ale Americii | comedy Western                                                                         |
| The Valley of Vanishing Men                          | Spencer Gordon Bennet                   | Wild Bill Elliott, Slim Summerville, Kenneth MacDonald                                                             | Statele Unite ale Americii | serial Western                                                                         |
| West of the Law                                      | Howard Bretherton                       | Buck Jones, Tim McCoy, Raymond Hatton                                                                              | Statele Unite ale Americii | Rough Riders serial Western                                                            |
| West of Tombstone                                    | Howard Bretherton                       | Charles Starrett, Russell Hayden, Cliff Edwards                                                                    | Statele Unite ale Americii | serial Western                                                                         |
| Western Mail                                         | Robert Emmett Tansey                    | Tom Keene, Frank Yaconelli, LeRoy Mason                                                                            | Statele Unite ale Americii | B Western                                                                              |
| Westward Ho                                          | John English                            | Tom Tyler, Bob Steele, Rufe Davis                                                                                  | Statele Unite ale Americii | The Three Mesquiteers serial Western                                                   |
| Wild Bill Hickok Rides                               | Ray Enright                             | Constance Bennett, Bruce Cabot, Warren William                                                                     | Statele Unite ale Americii | Western tradițional                                                                    |
| 1943                                                 |                                         | |                            |                                                                                        |
| The Avenging Rider                                   | Sam Nelson                              | Tim Holt, Cliff Edwards, Ann Summers                                                                               | Statele Unite ale Americii | serial Western                                                                         |
| Bad Men of Thunder Gap                               | Albert Herman                           | Dave O'Brien, James Newill, Guy Wilkerson                                                                          | Statele Unite ale Americii | Texas Rangers serial Western                                                           |
| Bar 20                                               | Lesley Selander                         | William Boyd, Andy Clyde, George Reeves                                                                            | Statele Unite ale Americii | Hopalong Cassidy serial Western                                                        |
| Beyond the Last Frontier                             | Howard Bretherton                       | Eddie Dew, Smiley Burnette, Robert Mitchum                                                                         | Statele Unite ale Americii | Western tradițional                                                                    |
| Black Market Rustlers                                | S. Roy Luby                             | Ray "Crash" Corrigan, Dennis Moore, Max Terhune                                                                    | Statele Unite ale Americii | Range Busters serial Western                                                           |
| Blazing Frontier                                     | Sam Newfield                            | Buster Crabbe, Al St. John, Marjorie Manners                                                                       | Statele Unite ale Americii | Billy the Kid serial Western                                                           |
| Blazing Guns                                         | Robert Emmett Tansey                    | Ken Maynard, Hoot Gibson, LeRoy Mason                                                                              | Statele Unite ale Americii | Trail Blazers serial Western                                                           |
| The Blocked Trail                                    | Elmer Clifton                           | Bob Steele, Tom Tyler, Jimmie Dodd                                                                                 | Statele Unite ale Americii | The Three Mesquiteers serial Western                                                   |
| Border Buckaroos                                     | Oliver Drake                            | Dave O'Brien, James Newill, Guy Wilkerson                                                                          | Statele Unite ale Americii | Texas Rangers serial Western                                                           |
| Border Patrol                                        | Lesley Selander                         | William Boyd, Andy Clyde                                                                                           | Statele Unite ale Americii | Hopalong Cassidy serial Western                                                        |
| Boss of Rawhide                                      | Elmer Clifton                           | Dave O'Brien, James Newill, Guy Wilkerson                                                                          | Statele Unite ale Americii | Texas Rangers serial Western                                                           |
| Buckskin Frontier                                    | Lesley Selander                         | Richard Dix, Jane Wyatt, Lee J. Cobb                                                                               | Statele Unite ale Americii | Western tradițional                                                                    |
| Bullets and Saddles                                  | Anthony Marshall                        | Ray "Crash" Corrigan, Dennis Moore, Max Terhune                                                                    | Statele Unite ale Americii | Range Busters serial Western                                                           |
| Cattle Stampede                                      | Sam Newfield                            | Buster Crabbe, Al St. John, Frances Gladwin                                                                        | Statele Unite ale Americii | Billy the Kid serial Western                                                           |
| Cheyenne Roundup                                     | Ray Taylor                              | Johnny Mack Brown, Tex Ritter, Fuzzy Knight, Jennifer Holt                                                         | Statele Unite ale Americii | B Western                                                                              |
| Colt Comrades                                        | Lesley Selander                         | William Boyd, Andy Clyde, George Reeves                                                                            | Statele Unite ale Americii | Hopalong Cassidy serial Western                                                        |
| Cowboy Commandos                                     | S. Roy Luby                             | Ray "Crash" Corrigan, Dennis Moore, Max Terhune                                                                    | Statele Unite ale Americii | Range Busters serial Western                                                           |
| Cowboy in the Clouds                                 | Benjamin H. Kline                       | Charles Starrett, Dub Taylor, Julie Duncan                                                                         | Statele Unite ale Americii | B Western                                                                              |
| Daredevils of the West                               | John English                            | Allan "Rocky" Lane, Kay Aldridge, Eddie Acuff                                                                      | Statele Unite ale Americii | serial Western                                                                         |
| Death Rides the Plains                               | Sam Newfield                            | Robert Livingston, Al St. John, Patti McCarty                                                                      | Statele Unite ale Americii | The Lone Rider serial Western                                                          |
| Death Valley Rangers                                 | Robert Emmett Tansey                    | Ken Maynard, Hoot Gibson, Bob Steele                                                                               | Statele Unite ale Americii | Trail Blazers serial Western                                                           |
| The Desperadoes                                      | Charles Vidor                           | Randolph Scott, Claire Trevor, Glenn Ford, Edgar Buchanan                                                          | Statele Unite ale Americii | Western tradițional                                                                    |
| Devil Riders                                         | Sam Newfield                            | Buster Crabbe, Al St. John, Patti McCarty                                                                          | Statele Unite ale Americii | Billy the Kid serial Western                                                           |
| False Colors                                         | George Archainbaud                      | William Boyd, Andy Clyde                                                                                           | Statele Unite ale Americii | Hopalong Cassidy serial Western                                                        |
| The Fighting Buckaroo                                | William Berke                           | Charles Starrett, Kay Harris, Arthur Hunnicutt                                                                     | Statele Unite ale Americii | B Western                                                                              |
| Fighting Frontier                                    | Lambert Hillyer                         | Tim Holt, Cliff Edwards, Ann Summers                                                                               | Statele Unite ale Americii | serial Western                                                                         |
| Fighting Valley                                      | Oliver Drake                            | Dave O'Brien, James Newill, Guy Wilkerson                                                                          | Statele Unite ale Americii | Texas Rangers serial Western                                                           |
| Frontier Fury                                        | William Berke                           | Charles Starrett, Roma Aldrich, Arthur Hunnicutt                                                                   | Statele Unite ale Americii | B Western                                                                              |
| Frontier Law                                         | William Berke                           | Russell Hayden, Fuzzy Knight, Dennis Moore                                                                         | Statele Unite ale Americii | serial Western                                                                         |
| Fugitive of the Plains                               | Sam Newfield                            | Buster Crabbe, Al St. John, Maxine Leslie                                                                          | Statele Unite ale Americii | Billy the Kid serial Western                                                           |
| The Ghost Rider                                      | Wallace Fox                             | Johnny Mack Brown, Raymond Hatton, Harry Woods                                                                     | Statele Unite ale Americii | B Western                                                                              |
| Hail to the Rangers                                  | William Berke                           | Charles Starrett, Arthur Hunnicutt, Robert Owen Atcher                                                             | Statele Unite ale Americii | B Western                                                                              |
| Haunted Ranch                                        | Robert Emmett Tansey                    | John "Dusty" King, David Sharpe, Max Terhune                                                                       | Statele Unite ale Americii | Range Busters serial Western                                                           |
| Hoppy Serves a Writ                                  | George Archainbaud                      | William Boyd, Andy Clyde, Robert Mitchum                                                                           | Statele Unite ale Americii | Hopalong Cassidy serial Western                                                        |
| Idaho                                                | Joseph Kane                             | Roy Rogers, Smiley Burnette, Virginia Grey                                                                         | Statele Unite ale Americii | Singing cowboy Western                                                                 |
| In Old Oklahoma, aka: War of the Wildcats            | Albert S. Rogell                        | John Wayne, George "Gabby" Hayes, Dale Evans, Albert Dekker, Martha Scott                                          | Statele Unite ale Americii | land rush Western                                                                      |
| The Kansan                                           | George Archainbaud                      | Richard Dix, Jane Wyatt, Albert Dekker                                                                             | Statele Unite ale Americii | town tamer Western                                                                     |
| The Kid Rides Again                                  | Sam Newfield                            | Buster Crabbe, Al St. John, Iris Meredith                                                                          | Statele Unite ale Americii | Billy the Kid serial Western                                                           |
| King of the Cowboys                                  | Joseph Kane                             | Roy Rogers, Smiley Burnette                                                                                        | Statele Unite ale Americii | Singing cowboy Western                                                                 |
| A Lady Takes a Chance                                | William A. Seiter                       | John Wayne, Jean Arthur                                                                                            | Statele Unite ale Americii | contemporary Western                                                                   |
| Land of Hunted Men                                   | S. Roy Luby                             | Ray "Crash" Corrigan, Dennis Moore, Max Terhune, Phyllis Adair                                                     | Statele Unite ale Americii | Range Busters serial Western                                                           |
| Law of the Northwest                                 | William Berke                           | Charles Starrett, Shirley Patterson, Arthur Hunnicutt                                                              | Statele Unite ale Americii | B Western                                                                              |
| Law of the Saddle                                    | Melville De Lay                         | Robert Livingston, Al St. John, Betty Miles                                                                        | Statele Unite ale Americii | Lone Rider serial Western                                                              |
| The Law Rides Again                                  | Alan James                              | Ken Maynard, Hoot Gibson, Jack La Rue, Betty Miles                                                                 | Statele Unite ale Americii | Trail Blazers serial Western                                                           |
| Leather Burners                                      | Joseph Henabery                         | William Boyd, Andy Clyde                                                                                           | Statele Unite ale Americii | Hopalong Cassidy serial Western                                                        |
| The Lone Star Trail                                  | Ray Taylor                              | Johnny Mack Brown, Tex Ritter, Fuzzy Knight, Jennifer Holt                                                         | Statele Unite ale Americii | B Western                                                                              |
| The Man from Music Mountain, aka, Texas Legionnaires | Joseph Kane                             | Roy Rogers, Sons of the Pioneers                                                                                   | Statele Unite ale Americii | Singing cowboy Western                                                                 |
| My Friend Flicka                                     | Harold D. Schuster                      | Roddy McDowall, Preston Foster, Rita Johnson                                                                       | Statele Unite ale Americii | family Western                                                                         |
| The Outlaw                                           | Howard Hughes                           | Jack Buetel, Jane Russell, Thomas Mitchell, Walter Huston                                                          | Statele Unite ale Americii | adult Western                                                                          |
| Outlaws of Stampede Pass                             | Wallace Fox                             | Johnny Mack Brown, Raymond Hatton, Ellen Hall                                                                      | Statele Unite ale Americii | B Western                                                                              |
| The Ox-Bow Incident                                  | William A. Wellman                      | Henry Fonda, Dana Andrews                                                                                          | Statele Unite ale Americii | psychological Western                                                                  |
| Raiders of Red Gap                                   | Sam Newfield                            | Robert Livingston, Al St. John, Myrna Dell                                                                         | Statele Unite ale Americii | Lone Rider serial Western                                                              |
| Raiders of San Joaquin                               | Lewis D. Collins                        | Johnny Mack Brown, Tex Ritter, Fuzzy Knight, Jennifer Holt                                                         | Statele Unite ale Americii | B Western                                                                              |
| Raiders of Sunset Pass                               | John English                            | Eddie Dew, Smiley Burnette, Jennifer Holt                                                                          | Statele Unite ale Americii | B Western                                                                              |
| The Renegade                                         | Sam Newfield                            | Buster Crabbe, Al St. John, Lois Ranson                                                                            | Statele Unite ale Americii | Billy the Kid serial Western                                                           |
| Return of the Rangers                                | Elmer Clifton                           | Dave O'Brien. James Newill, Guy Wilkerson                                                                          | Statele Unite ale Americii | Texas Rangers serial Western                                                           |
| Riders of the Deadline                               | Lesley Selander                         | William Boyd, Andy Clyde, Jimmy Rogers                                                                             | Statele Unite ale Americii | Hopalong Cassidy serial Western                                                        |
| Riders of the Northwest Mounted                      | William Berke                           | Russell Hayden, Dub Taylor, Bob Wills                                                                              | Statele Unite ale Americii | serial Western                                                                         |
| Riders of the Rio Grande                             | Howard Bretherton                       | Tom Tyler, Bob Steele, Jimmie Dodd                                                                                 | Statele Unite ale Americii | The Three Mesquiteers serial Western                                                   |
| Robin Hood of the Range                              | William Berke                           | Charles Starrett, Arthur Hunnicutt, Kay Harris                                                                     | Statele Unite ale Americii | B Western                                                                              |
| Saddles and Sagebrush                                | William Berke                           | Russell Hayden, Dub Taylor, Ann Savage                                                                             | Statele Unite ale Americii | serial Western                                                                         |
| Sagebrush Law                                        | Sam Nelson                              | Tim Holt, Cliff Edwards, Joan Barclay                                                                              | Statele Unite ale Americii | serial Western                                                                         |
| Santa Fe Scouts                                      | Howard Bretherton                       | Tom Tyler, Bob Steele, Jimmie Dodd                                                                                 | Statele Unite ale Americii | The Three Mesquiteers serial Western                                                   |
| Silver City Raiders                                  | William Berke                           | Russell Hayden, Dub Taylor, Bob Wills                                                                              | Statele Unite ale Americii | serial Western                                                                         |
| Silver Spurs                                         | Joseph Kane                             | Roy Rogers, Smiley Burnette, John Carradine                                                                        | Statele Unite ale Americii | Singing cowboy Western                                                                 |
| Six Gun Gospel                                       | Lambert Hillyer                         | Johnny Mack Brown, Raymond Hatton, Eddie Dew                                                                       | Statele Unite ale Americii | B Western                                                                              |
| Song of Texas                                        | Joseph Kane                             | Roy Rogers, Sheila Ryan, Barton MacLane                                                                            | Statele Unite ale Americii | Singing cowboy Western                                                                 |
| The Stranger from Pecos                              | Lambert Hillyer                         | Johnny Mack Brown, Raymond Hatton, Kirby Grant, Christine McIntyre                                                 | Statele Unite ale Americii | B Western                                                                              |
| Tenting Tonight on the Old Campground                | Lewis D. Collins                        | Johnny Mack Brown, Tex Ritter, Fuzzy Knight, Jennifer Holt                                                         | Statele Unite ale Americii | B Western                                                                              |
| The Texas Kid                                        | Lambert Hillyer                         | Johnny Mack Brown, Raymond Hatton, Shirley Patterson                                                               | Statele Unite ale Americii | B Western                                                                              |
| Thundering Trails                                    | John English                            | Tom Tyler, Bob Steele, Jimmie Dodd                                                                                 | Statele Unite ale Americii | The Three Mesquiteers serial Western                                                   |
| Trail of Terror                                      | Oliver Drake                            | Dave O'Brien, James Newill, Guy Wilkerson                                                                          | Statele Unite ale Americii | Texas Rangers serial Western                                                           |
| Two Fisted Justice                                   | Robert Emmett Tansey                    | John "Dusty" King, David Sharpe, Max Terhune                                                                       | Statele Unite ale Americii | Range Busters serial Western                                                           |
| The Vigalantes Ride                                  | William Berke                           | Russell Hayden, Dub Taylor, Bob Wills                                                                              | Statele Unite ale Americii | serial Western                                                                         |
| West of Texas                                        | Oliver Drake                            | Dave O'Brien, James Newill, Guy Wilkerson                                                                          | Statele Unite ale Americii | Texas Rangers serial Western                                                           |
| Western Cyclone                                      | Sam Newfield                            | Buster Crabbe, Al St. John, Marjorie Manners                                                                       | Statele Unite ale Americii | Billy the Kid serial Western                                                           |
| Wild Horse Rustlers                                  | Sam Newfield                            | Robert Livingston, Al St. John, Lane Chandler                                                                      | Statele Unite ale Americii | Lone Rider serial Western                                                              |
| Wild Horse Stampede                                  | Alan James                              | Ken Maynard, Hoot Gibson, Betty Miles                                                                              | Statele Unite ale Americii | Trail Blazers serial Western                                                           |
| Wolves of the Range                                  | Sam Newfield                            | Robert Livingston, Al St. John, I. Stanford Jolley                                                                 | Statele Unite ale Americii | Lone Rider serial Western                                                              |
| The Woman of the Town                                | George Archainbaud                      | Claire Trevor, Albert Dekker, Barry Sullivan                                                                       | Statele Unite ale Americii | town tamer Western                                                                     |
| 1944                                                 |                                         | |                            |                                                                                        |
| Arizona Whirlwind                                    | Robert Emmett Tansey                    | Ken Maynard, Hoot Gibson, Bob Steele                                                                               | Statele Unite ale Americii | Trail Blazers serial Western                                                           |
| Barbary Coast Gent                                   | Roy Del Ruth                            | Wallace Beery, Binnie Barnes, John Carradine                                                                       | Statele Unite ale Americii | comedy Western                                                                         |
| Belle Of The Yukon                                   | William A. Seiter                       | Randolph Scott, Gypsy Rose Lee, Dinah Shore                                                                        | Statele Unite ale Americii | Western tradițional                                                                    |
| The Big Bonanza                                      | George Archainbaud                      | Jane Frazee, Richard Arlen, George "Gabby" Hayes                                                                   | Statele Unite ale Americii | revenge Western                                                                        |
| Black Arrow                                          | Lew Landers, B. Reeves Eason            | Robert Scott, Adele Jergens, Kenneth MacDonald                                                                     | Statele Unite ale Americii | serial Western                                                                         |
| Bordertown Trail                                     | Lesley Selander                         | Sunset Carson, Smiley Burnette, Weldon Heyburn                                                                     | Statele Unite ale Americii | Sunset Carson serial Western                                                           |
| Brand of the Devil                                   | Harry L. Fraser                         | Dave O'Brien, James Newill, Ellen Hall                                                                             | Statele Unite ale Americii | Texas Rangers serial Western                                                           |
| Buffalo Bill                                         | William A. Wellman                      | Joel McCrea, Maureen O'Hara, Thomas Mitchell, Linda Darnell                                                        | Statele Unite ale Americii | biopic Western                                                                         |
| Call of the Rockies                                  | Lesley Selander                         | Sunset Carson, Smiley Burnette, Kirk Alyn, Harry Woods                                                             | Statele Unite ale Americii | Sunset Carson serial Western                                                           |
| Can't Help Singing                                   | Frank Ryan                              | Deanna Durbin, Robert Paige, Akim Tamiroff                                                                         | Statele Unite ale Americii | musical Western                                                                        |
| Cheyenne Wildcat                                     | Lesley Selander                         | Wild Bill Elliott, Robert Blake, Peggy Stewart                                                                     | Statele Unite ale Americii | Red Ryder serial Western                                                               |
| Code of the Prairie                                  | Spencer Gordon Bennet                   | Sunset Carson, Smiley Burnette, Peggy Stewart                                                                      | Statele Unite ale Americii | Sunset Carson serial Western                                                           |
| Cowboy and the Senorita                              | Joseph Kane                             | Roy Rogers, Mary Lee, Dale Evans                                                                                   | Statele Unite ale Americii | Singing cowboy Western                                                                 |
| Cowboy Canteen                                       | Lew Landers                             | Charles Starrett, Jane Frazee, Max Terhune, Tex Ritter                                                             | Statele Unite ale Americii | USO song & comedy review Western                                                       |
| Cowboy from Lonesome River                           | Benjamin H. Kline                       | Charles Starrett, Vi Athens, Dub Taylor                                                                            | Statele Unite ale Americii | B Western                                                                              |
| Cyclone Prairie Rangers                              | Benjamin H. Kline                       | Charles Starrett, Dub Taylor, Constance Worth                                                                      | Statele Unite ale Americii | B Western                                                                              |
| Dead or Alive                                        | Elmer Clifton                           | Tex Ritter, Dave O'Brien, Marjorie Clements                                                                        | Statele Unite ale Americii | Texas Rangers serial Western                                                           |
| Death Rides the Plains                               | Sam Newfield                            | Robert Livingston, Al St. John                                                                                     | Statele Unite ale Americii | B Western                                                                              |
| Firebrands of Arizona                                | Lesley Selander                         | Sunset Carson, Smiley Burnette, Peggy Stewart                                                                      | Statele Unite ale Americii | Sunset Carson serial Western                                                           |
| Forty Thieves                                        | Lesley Selander                         | William Boyd, Andy Clyde                                                                                           | Statele Unite ale Americii | Hopalong Cassidy serial Western                                                        |
| Fuzzy Settles Down                                   | Sam Newfield                            | Buster Crabbe, Al St. John, Patti McCarty                                                                          | Statele Unite ale Americii | Billy the Kid serial Western                                                           |
| Gangsters of the Frontier                            | Elmer Clifton                           | Tex Ritter, Dave O'Brien, Guy Wilkerson                                                                            | Statele Unite ale Americii | Texas Rangers serial Western                                                           |
| Gentle Annie                                         | Andrew Marton                           | Donna Reed, James Craig, Marjorie Main                                                                             | Statele Unite ale Americii | romance Western                                                                        |
| Ghost Guns                                           | Lambert Hillyer                         | Johnny Mack Brown, Raymond Hatton, Evelyn Finley                                                                   | Statele Unite ale Americii | B Western                                                                              |
| Guns of the Law                                      | Elmer Clifton                           | Dave O'Brien, Jennifer Holt, James Newill, Guy Wilkerson                                                           | Statele Unite ale Americii | Texas Rangers serial Western                                                           |
| Gunsmoke Mesa                                        | Hary L. Fraser                          | Dave O'Brien, James Newill, Guy Wilkerson                                                                          | Statele Unite ale Americii | Texas Rangers serial Western                                                           |
| Hands Across the Border                              | Joseph Kane                             | Roy Rogers, Guinn "Big Boy" Williams                                                                               | Statele Unite ale Americii | Singing cowboy Western                                                                 |
| Harmony Trail                                        | Robert Emmett Tansey                    | Ken Maynard, Eddie Dean, Gene Alsace, Max Terhune                                                                  | Statele Unite ale Americii | Trail Blazers serial Western                                                           |
| Hidden Valley Outlaws                                | Howard Bretherton                       | Wild Bill Elliott, George "Gabby" Hayes, Anne Jeffreys                                                             | Statele Unite ale Americii | Red Ryder serial Western                                                               |
| Land of the Outlaws                                  | Lambert Hillyer                         | Johnny Mack Brown, Raymond Hatton, Nan Holliday                                                                    | Statele Unite ale Americii | B Western                                                                              |
| The Last Horseman                                    | William Berke                           | Russell Hayden, Dub Taylor, Bob Wills                                                                              | Statele Unite ale Americii | B Western                                                                              |
| Law Men                                              | Lambert Hillyer                         | Johnny Mack Brown, Raymond Hatton, Jan Wiley                                                                       | Statele Unite ale Americii | B Western                                                                              |
| Law of the Valley                                    | Howard Bretherton                       | Johnny Mack Brown, Raymond Hatton, Lynne Carver                                                                    | Statele Unite ale Americii | B Western                                                                              |
| Lights of Old Santa Fe                               | Frank McDonald                          | Roy Rogers, Dale Evans, George "Gabby" Hayes                                                                       | Statele Unite ale Americii | Singing cowboy Western                                                                 |
| Lucky Cowboy                                         | Josef Berne                             | Eddie Dew, Julie Gibson, Bob Kortman                                                                               | Statele Unite ale Americii | musical Western short                                                                  |
| Lumberjack                                           | Lesley Selander                         | William Boyd, Andy Clyde                                                                                           | Statele Unite ale Americii | Hopalong Cassidy serial Western                                                        |
| Marked Trails                                        | John P. McCarthy                        | Hoot Gibson, Bob Steele, Veda Ann Borg                                                                             | Statele Unite ale Americii | B Western                                                                              |
| Marshal of Gunsmoke                                  | Vernon Keays                            | Tex Ritter, Russell Hayden, Fuzzy Knight                                                                           | Statele Unite ale Americii | Singing cowboy Western                                                                 |
| Marshal of Reno                                      | Wallace Grissell                        | Wild Bill Elliott, George "Gabby" Hayes, Robert Blake                                                              | Statele Unite ale Americii | Red Ryder serial Western                                                               |
| Mystery Man                                          | George Archainbaud                      | William Boyd, Andy Clyde                                                                                           | Statele Unite ale Americii | Hopalong Cassidy serial Western                                                        |
| Nevada                                               | Edward Killy                            | Robert Mitchum, Anne Jeffreys                                                                                      | Statele Unite ale Americii | Western tradițional                                                                    |
| Oath of Vengeance                                    | Sam Newfield                            | Buster Crabbe, Al St. John, Jack Ingram                                                                            | Statele Unite ale Americii | Billy the Kid serial Western                                                           |
| The Old Texas Trail                                  | Lewis D. Collins                        | Rod Cameron, Eddie Dew, Fuzzy Knight                                                                               | Statele Unite ale Americii | Western tradițional                                                                    |
| Outlaw Roundup                                       | Harry L. Fraser                         | Dave O'Brien, James Newill, Guy Wilkerson                                                                          | Statele Unite ale Americii | Texas Rangers serial Western                                                           |
| Outlaw Trail                                         | Robert Emmett Tansey                    | Hoot Gibson, Bob Steele, Gene Alsace                                                                               | Statele Unite ale Americii | Trail Blazers serial Western                                                           |
| Partners of the Trail                                | Lambert Hillyer                         | Johnny Mack Brown, Raymond Hatton, Christine McIntyre                                                              | Statele Unite ale Americii | B Western                                                                              |
| The Pinto Bandit                                     | Elmer Clifton                           | Dave O'Brien, James Newill, Guy Wilkerson                                                                          | Statele Unite ale Americii | Texas Rangers serial Western                                                           |
| Raiders of Ghost City                                | Lewis D. Collins, Ray Taylor            | Dennis Moore, Wanda McKay, Lionel Atwill                                                                           | Statele Unite ale Americii | serial Western                                                                         |
| Raiders of the Border                                | John P. McCarthy                        | Johnny Mack Brown, Raymond Hatton, Ellen Hall                                                                      | Statele Unite ale Americii | B Western                                                                              |
| Range Law                                            | Lambert Hillyer                         | Johnny Mack Brown, Raymond Hatton, Sarah Padden                                                                    | Statele Unite ale Americii | B Western                                                                              |
| Riding West                                          | William Berke                           | Charles Starrett, Shirley Patterson, Arthur Hunnicutt                                                              | Statele Unite ale Americii | B Western                                                                              |
| The San Antonio Kid                                  | Howard Bretherton                       | Wild Bill Elliott, Robert Blake, Alice Fleming                                                                     | Statele Unite ale Americii | Red Ryder serial Western                                                               |
| Saddle Leather Law                                   | Benjamin H. Kline                       | Charles Starrett, Dub Taylor, Vi Athens                                                                            | Statele Unite ale Americii | B Western                                                                              |
| San Fernando Valley                                  | John English, Yakima Canutt             | Roy Rogers, Dale Evans, Jean Porter, Andrew Tombes                                                                 | Statele Unite ale Americii | Singing cowboy Western                                                                 |
| Sheriff of Las Vegas                                 | Lesley Selander                         | Wild Bill Elliott, Robert Blake, Peggy Stewart                                                                     | Statele Unite ale Americii | Red Ryder serial Western                                                               |
| Sheriff of Sundown                                   | Lesley Selander                         | Allan "Rocky" Lane, Linda Stirling, Max Terhune                                                                    | Statele Unite ale Americii | B Western                                                                              |
| Silver City Kid                                      | John English                            | Allan "Rocky" Lane, Peggy Stewart, Wally Vernon                                                                    | Statele Unite ale Americii | B Western                                                                              |
| Song of Nevada                                       | Joseph Kane                             | Roy Rogers, Dale Evans, Mary Lee                                                                                   | Statele Unite ale Americii | Singing cowboy Western                                                                 |
| Sonora Stagecoach                                    | Robert Emmett Tansey                    | Hoot Gibson, Bob Steele, Gene Alsace                                                                               | Statele Unite ale Americii | Trail Blazers serial Western                                                           |
| Spook Town                                           | Elmer Clifton                           | Dave O'Brien, James Newill, Guy Wilkerson                                                                          | Statele Unite ale Americii | Texas Rangers serial Western                                                           |
| Stagecoach to Monterey                               | Lesley Selander                         | Allan "Rocky" Lane, Peggy Stewart, Wally Vernon                                                                    | Statele Unite ale Americii | B Western                                                                              |
| Sundown Valley                                       | Benjamin H. Kline                       | Charles Starrett, Dub Taylor, Jeanne Bates                                                                         | Statele Unite ale Americii | B Western                                                                              |
| Swing in the Saddle                                  | Lew Landers                             | Jane Frazee, Guinn "Big Boy" Williams, Slim Summerville                                                            | Statele Unite ale Americii | B Western                                                                              |
| Tall in the Saddle                                   | Edwin L. Marin                          | John Wayne, Ella Rains, Ward Bond, George "Gabby" Hayes                                                            | Statele Unite ale Americii | B Western                                                                              |
| Texas Masquerade                                     | George Archainbaud                      | William Boyd, Andy Clyde                                                                                           | Statele Unite ale Americii | Hopalong Cassidy serial Western                                                        |
| Thundering Gun Slingers                              | Sam Newfield                            | Buster Crabbe, Frances Gladwin, Al St. John                                                                        | Statele Unite ale Americii | Billy the Kid serial Western                                                           |
| Trigger Trail                                        | Lewis D. Collins                        | Rod Cameron, Fuzzy Knight, Eddie Dew                                                                               | Statele Unite ale Americii | B Western                                                                              |
| Tucson Raiders                                       | Spencer Gordon Bennet                   | Wild Bill Elliott, George "Gabby" Hayes, Robert Blake                                                              | Statele Unite ale Americii | Red Ryder serial Western                                                               |
| The Utah Kid                                         | Vernon Keays                            | Hoot Gibson, Bob Steele, Beatrice Gray                                                                             | Statele Unite ale Americii | B Western                                                                              |
| Vigilantes of Dodge City                             | Wallace Grissell                        | Wild Bill Elliott, Robert Blake, Linda Stirling                                                                    | Statele Unite ale Americii | Red Ryder serial Western                                                               |
| West of the Rio Grande                               | Lambert Hillyer                         | Johnny Mack Brown, Raymond Hatton, Christine McIntyre                                                              | Statele Unite ale Americii | B Western                                                                              |
| Westward Bound                                       | Robert Emmett Tansey                    | Ken Maynard, Hoot Gibson, Bob Steele, Betty Miles                                                                  | Statele Unite ale Americii | Trail Blazers serial Western                                                           |
| The Whispering Skull                                 | Elmer Clifton                           | Tex Ritter, Dave O'Brien, Guy Wilkerson                                                                            | Statele Unite ale Americii | Texas Rangers serial Western                                                           |
| Wild Horse Phantom                                   | Sam Newfield                            | Buster Crabbe, Al St. John, Kermit Maynard                                                                         | Statele Unite ale Americii | Billy the Kid serial Western                                                           |
| Wyoming Hurricane                                    | William Berke                           | Russell Hayden, Dub Taylor, Bob Wills                                                                              | Statele Unite ale Americii | B Western                                                                              |
| The Yellow Rose of Texas                             | Joseph Kane                             | Roy Rogers, Dale Evans, William Haade                                                                              | Statele Unite ale Americii | Singing cowboy Western                                                                 |
| Zorro's Black Whip                                   | Spencer Gordon Bennet, Wallace Grissell | George J. Lewis, Linda Stirling, Lucien Littlefield                                                                | Statele Unite ale Americii | serial Western                                                                         |
| 1945                                                 |                                         | |                            |                                                                                        |
| Along Came Jones                                     | Stuart Heisler                          | Gary Cooper, Loretta Young, William Demarest, Dan Duryea                                                           | Statele Unite ale Americii | comedy Western                                                                         |
| Along the Navajo Trail                               | Frank McDonald                          | Roy Rogers, Dale Evans, George "Gabby" Hayes                                                                       | Statele Unite ale Americii | Singing cowboy Western                                                                 |
| Bandits of the Badlands                              | Thomas Carr                             | Sunset Carson, Peggy Stewart, Si Jenks                                                                             | Statele Unite ale Americii | Sunset Carson serial Western                                                           |
| Bells of Rosarita                                    | Frank McDonald                          | Roy Rogers, Dale Evans, George "Gabby" Hayes, Allan "Rocky" Lane, Don "Red" Barry, Sunset Carson                   | Statele Unite ale Americii | Singing cowboy Western                                                                 |
| Blazing the Western Trail                            | Vernon Keays                            | Charles Starrett, Tex Harding, Dub Taylor                                                                          | Statele Unite ale Americii | Durango Kid serial Western                                                             |
| Border Badmen                                        | Sam Newfield                            | Buster Crabbe, Al St. John, Lorraine Miller                                                                        | Statele Unite ale Americii | Billy the Kid serial Western                                                           |
| Both Barrels Blazing                                 | Derwin Abrahams                         | Charles Starrett, Tex Harding, Dub Taylor                                                                          | Statele Unite ale Americii | Durango Kid serial Western                                                             |
| The Cherokee Flash                                   | Thomas Carr                             | Sunset Carson, Linda Stirling, Tom London                                                                          | Statele Unite ale Americii | Sunset Carson serial Western                                                           |
| The Cisco Kid In Old New Mexico                      | Phil Rosen                              | Duncan Renaldo, Martin Garralaga, Gwen Kenyon                                                                      | Statele Unite ale Americii | The Cisco Kid serial Western                                                           |
| The Cisco Kid Returns                                | John P. McCarthy                        | Duncan Renaldo, Martin Garralaga, Eva Puig                                                                         | Statele Unite ale Americii | The Cisco Kid serial Western                                                           |
| Colorado Pioneers                                    | R. G. Springsteen                       | Wild Bill Elliott, Robert Blake, Alice Fleming                                                                     | Statele Unite ale Americii | Red Ryder serial Western                                                               |
| Corpus Christi Bandits                               | Wallace Grissell                        | Allan "Rocky" Lane, Helen Talbot, Jack Kirk                                                                        | Statele Unite ale Americii | B Western                                                                              |
| Dakota                                               | Joseph Kane                             | John Wayne, Walter Brennan, Ward Bond                                                                              | Statele Unite ale Americii | Western tradițional                                                                    |
| Don't Fence Me In                                    | John English                            | Roy Rogers, Dale Evans, George "Gabby" Hayes                                                                       | Statele Unite ale Americii | Singing cowboy Western                                                                 |
| Enemy of the Law                                     | Harry L. Fraser                         | Tex Ritter, Dave O'Brien, Kay Hughes, Guy Wilkerson                                                                | Statele Unite ale Americii | Texas Rangers serial Western                                                           |
| Fighting Bill Carson                                 | Sam Newfield                            | Buster Crabbe, Al St. John, Kay Hughes                                                                             | Statele Unite ale Americii | Billy the Kid serial Western                                                           |
| Flame of Barbary Coast                               | Joseph Kane                             | John Wayne, Ann Dvorak, Joseph Schildkraut, Virginia Grey                                                          | Statele Unite ale Americii | gambler Western                                                                        |
| Flame of the West                                    | Lambert Hillyer                         | Johnny Mack Brown, Raymond Hatton, Joan Woodbury                                                                   | Statele Unite ale Americii | B Western                                                                              |
| Flaming Bullets                                      | Harry L. Fraser                         | Tex Ritter, Dave O'Brien, Guy Wilkerson                                                                            | Statele Unite ale Americii | Texas Rangers serial Western                                                           |
| Frontier Feud                                        | Lambert Hillyer                         | Johnny Mack Brown, Raymond Hatton, Christine McIntyre                                                              | Statele Unite ale Americii | B Western                                                                              |
| Frontier Fugitives                                   | Harry L. Fraser                         | Tex Ritter, Dave O'Brien, Guy Wilkerson                                                                            | Statele Unite ale Americii | Texas Rangers serial Western                                                           |
| Gangster's Den                                       | Sam Newfield                            | Buster Crabbe, Al St. John, Sydney Logan                                                                           | Statele Unite ale Americii | B Western                                                                              |
| Great Stagecoach Robbery                             | Lesley Selander                         | Wild Bill Elliott, Robert Blake, Alice Fleming                                                                     | Statele Unite ale Americii | Red Ryder serial Western                                                               |
| Gun Smoke                                            | Howard Bretherton                       | Johnny Mack Brown, Raymond Hatton, Jennifer Holt                                                                   | Statele Unite ale Americii | B Western                                                                              |
| His Brother's Ghost                                  | Sam Newfield                            | Buster Crabbe, Al St. John, Charles King                                                                           | Statele Unite ale Americii | Billy the Kid serial Western                                                           |
| Lawless Empire                                       | Vernon Keays                            | Charles Starrett, Tex Harding, Dub Taylor                                                                          | Statele Unite ale Americii | Durango Kid serial Western                                                             |
| Lightning Raiders                                    | Sam Newfield                            | Buster Crabbe, Al St. John, Mady Lawrence                                                                          | Statele Unite ale Americii | Billy the Kid serial Western                                                           |
| Lone Texas Ranger                                    | Spencer Gordon Bennet                   | Wild Bill Elliott, Robert Blake, Alice Fleming                                                                     | Statele Unite ale Americii | Red Ryder serial Western                                                               |
| The Lost Trail                                       | Lambert Hillyer                         | Johnny Mack Brown, Raymond Hatton, Jennifer Holt                                                                   | Statele Unite ale Americii | B Western                                                                              |
| The Man from Oklahoma                                | Frank McDonald                          | Roy Rogers, Dale Evans, George "Gabby" Hayes                                                                       | Statele Unite ale Americii | Singing cowboy Western                                                                 |
| Marked for Murder                                    | Elmer Clifton                           | Tex Ritter, Dave O'Brien, Guy Wilkerson                                                                            | Statele Unite ale Americii | Texas Rangers serial Western                                                           |
| Marshal of Laredo                                    | R. G. Springsteen                       | Wild Bill Elliott, Robert Blake, Peggy Stewart                                                                     | Statele Unite ale Americii | Red Ryder serial Western                                                               |
| The Navajo Trail                                     | Howard Bretherton                       | Johnny Mack Brown, Raymond Hatton, Jennifer Holt                                                                   | Statele Unite ale Americii | B Western                                                                              |
| Northwest Trail                                      | Derwin Abrahams                         | Bob Steele, Joan Woodbury                                                                                          | Statele Unite ale Americii | Canadian Mountie Western                                                               |
| Oregon Trail                                         | Thomas Carr                             | Sunset Carson, Peggy Stewart, Frank Jaquet                                                                         | Statele Unite ale Americii | Sunset Carson serial Western                                                           |
| Outlaws of the Rockies                               | Ray Nazarro                             | Charles Starrett, Tex Harding, Dub Taylor                                                                          | Statele Unite ale Americii | Durango Kid serial Western                                                             |
| Phantom of the Plains                                | Lesley Selander                         | Wild Bill Elliott, Robert Blake, Alice Fleming                                                                     | Statele Unite ale Americii | Red Ryder serial Western                                                               |
| Prairie Rustlers                                     | Sam Newfield                            | Buster Crabbe, Al St. John, Evelyn Finley                                                                          | Statele Unite ale Americii | Billy the Kid serial Western                                                           |
| Renegades of the Rio Grande                          | Howard Bretherton                       | Rod Cameron, Eddie Dew, Fuzzy Knight, Jennifer Holt                                                                | Statele Unite ale Americii | B Western                                                                              |
| The Return of the Durango Kid                        | Derwin Abrahams                         | Charles Starrett, Tex Harding, Jean Stevens                                                                        | Statele Unite ale Americii | Durango Kid serial Western                                                             |
| Rhythm Round-Up                                      | Vernon Keays                            | Ken Curtis, Cheryl Walker, Guinn "Big Boy" Williams, Raymond Hatton, Bob Wills                                     | Statele Unite ale Americii | Singing cowboy/musical review Western                                                  |
| Rough Riders of Cheyenne                             | Thomas Carr                             | Sunset Carson, Peggy Stewart, Monte Hale                                                                           | Statele Unite ale Americii | Sunset Carson serial Western                                                           |
| Rough Ridin' Justice                                 | Derwin Abrahams                         | Charles Starrett, Dub Taylor, Betty Jane Graham                                                                    | Statele Unite ale Americii | B Western                                                                              |
| Rustler's Hideout                                    | Sam Newfield                            | Buster Crabbe, Al St. John, Patty McCarty                                                                          | Statele Unite ale Americii | Billy the Kid serial Western                                                           |
| Rustlers of the Badlands                             | Derwin Abrahams                         | Charles Starrett, Tex Harding, Dub Taylor                                                                          | Statele Unite ale Americii | Durango Kid serial Western                                                             |
| Sagebrush Heroes                                     | Benjamin H. Kline                       | Charles Starrett, Dub Taylor, Constance Worth                                                                      | Statele Unite ale Americii | B Western                                                                              |
| Salome Where She Danced                              | Charles Lamont                          | Yvonne De Carlo, Rod Cameron, David Bruce                                                                          | Statele Unite ale Americii | adult Western                                                                          |
| San Antonio                                          | David Butler                            | Errol Flynn, Alexis Smith                                                                                          | Statele Unite ale Americii | town-tamer Western                                                                     |
| Santa Fe Saddlemates                                 | Thomas Carr                             | Sunset Carson, Linda Stirling, Olin Howland                                                                        | Statele Unite ale Americii | Sunset Carson serial Western                                                           |
| Shadows of Death                                     | Sam Newfield                            | Buster Crabbe, Al St. John, Dona Dax                                                                               | Statele Unite ale Americii | Billy the Kid serial Western                                                           |
| Sheriff of Cimarron                                  | Yakima Canutt                           | Sunset Carson, Linda Stirling, Olin Howland                                                                        | Statele Unite ale Americii | Sunset Carson serial Western                                                           |
| Song of Old Wyoming                                  | Robert Emmett Tansey                    | Eddie Dean, Sarah Padden, Lash La Rue                                                                              | Statele Unite ale Americii | Singing cowboy Western                                                                 |
| Song of the Prairie                                  | Ray Nazarro                             | Ken Curtis, June Storey, Andy Clyde, Guinn "Big Boy" Williams                                                      | Statele Unite ale Americii | Singing cowboy Western                                                                 |
| South of the Rio Grande                              | Lambert Hillyer                         | Duncan Renaldo, Martin Garralaga, Armida                                                                           | Statele Unite ale Americii | The Cisco Kid serial Western                                                           |
| Stagecoach Outlaws                                   | Sam Newfield                            | Buster Crabbe, Al St. John, Frances Gladwin                                                                        | Statele Unite ale Americii | Billy the Kid serial Western                                                           |
| Stranger from Santa Fe                               | Lambert Hillyer                         | Johnny Mack Brown, Raymond Hatton, Beatrice Gray                                                                   | Statele Unite ale Americii | B Western                                                                              |
| Sunset in El Dorado                                  | Frank McDonald                          | Roy Rogers, Dale Evans, George "Gabby" Hayes                                                                       | Statele Unite ale Americii | Singing cowboy Western                                                                 |
| Texas Panhandle                                      | Ray Nazarro                             | Charles Starrett, Tex Harding, Dub Taylor                                                                          | Statele Unite ale Americii | Durango Kid serial Western                                                             |
| Three in the Saddle                                  | Harry L. Fraser                         | Tex Ritter, Dave O'Brien, Guy Wilkerson                                                                            | Statele Unite ale Americii | Texas Rangers serial Western                                                           |
| Thundering Gunslingers                               | Sam Newfield                            | Buster Crabbe, Al St. John, Frances Gladwin                                                                        | Statele Unite ale Americii | Billy the Kid serial Western                                                           |
| The Topeka Terror                                    | Howard Bretherton                       | Allan "Rocky" Lane, Linda Stirling, Earle Hodgins                                                                  | Statele Unite ale Americii | B Western                                                                              |
| Trail of Kit Carson                                  | Lesley Selander                         | Allan "Rocky" Lane, Helen Talbot, Tom London                                                                       | Statele Unite ale Americii | B Western                                                                              |
| Utah                                                 | John English                            | Roy Rogers, Dale Evans, George "Gabby" Hayes                                                                       | Statele Unite ale Americii | Singing cowboy Western                                                                 |
| Wagon Wheels Westward                                | R. G. Springsteen                       | Wild Bill Elliott, Robert Blake, Alice Fleming                                                                     | Statele Unite ale Americii | Red Ryder serial Western                                                               |
| Wanderer of the Wasteland                            | Wallace Grissell, Edward Killy          | James Warren, Richard Martin, Audrey Long                                                                          | Statele Unite ale Americii | revenge Western                                                                        |
| West of the Pecos                                    | Edward Killy                            | Robert Mitchum, Barbara Hale, Richard Martin                                                                       | Statele Unite ale Americii | bandit Western                                                                         |
| Wildfire                                             | Robert Emmett Tansey                    | Bob Steele, Sterling Holloway, John Miljan                                                                         | Statele Unite ale Americii | B Western                                                                              |
| 1946                                                 |                                         | |                            |                                                                                        |
| Abilene Town                                         | Edwin L. Marin                          | Randolph Scott, Rhonda Fleming, Ann Dvorak, Edgar Buchanan                                                         | Statele Unite ale Americii | town tamer Western                                                                     |
| Alias Billy the Kid                                  | Thomas Carr                             | Sunset Carson, Peggy Stewart, Tom London                                                                           | Statele Unite ale Americii | Sunset Carson serial Western                                                           |
| Bad Bascomb                                          | S. Sylvan Simon                         | Wallace Beery, Margaret O'Brien                                                                                    | Statele Unite ale Americii | Western tradițional                                                                    |
| Badman's Territory                                   | Tim Whelan                              | Randolph Scott, Ann Richards, George 'Gabby' Hayes                                                                 | Statele Unite ale Americii | Western tradițional                                                                    |
| Beauty and the Bandit                                | William Nigh                            | Gilbert Roland, Martin Garralaga, Ramsay Ames                                                                      | Statele Unite ale Americii | The Cisco Kid serial Western                                                           |
| Border Bandits                                       | Lambert Hillyer                         | Johnny Mack Brown, Raymond Hatton, Rosa del Rosario                                                                | Statele Unite ale Americii | B Western                                                                              |
| California                                           | John Farrow                             | Ray Milland, Barbara Stanwyck, Barry Fitzgerald, George Coulouris, Anthony Quinn                                   | Statele Unite ale Americii | Western tradițional                                                                    |
| California Gold Rush                                 | R. G. Springsteen                       | Wild Bill Elliott, Robert Blake, Alice Fleming                                                                     | Statele Unite ale Americii | Red Ryder serial Western                                                               |
| Canyon Passage                                       | Jacques Tourneur                        | Dana Andrews, Brian Donlevy, Susan Hayward                                                                         | Statele Unite ale Americii | Western tradițional                                                                    |
| The Caravan Trail                                    | Robert Emmett Tansey                    | Eddie Dean, Lash La Rue, Jean Carlin                                                                               | Statele Unite ale Americii | Singing cowboy Western                                                                 |
| Conquest of Cheyenne                                 | R. G. Springsteen                       | Wild Bill Elliott, Robert Blake, Alice Fleming                                                                     | Statele Unite ale Americii | Red Ryder serial Western                                                               |
| Cowboy Blues                                         | Ray Nazarro                             | Ken Curtis, Jeff Donnell, Guy Kibbee, Guinn "Big Boy" Williams                                                     | Statele Unite ale Americii | Singing cowboy Western                                                                 |
| Days of Buffalo Bill                                 | Thomas Carr                             | Sunset Carson, Peggy Stewart, Tom London                                                                           | Statele Unite ale Americii | Sunset Carson serial Western                                                           |
| The Desert Horseman                                  | Ray Nazarro                             | Charles Starrett, Adelle Roberts, Smiley Burnette                                                                  | Statele Unite ale Americii | Durango Kid serial Western                                                             |
| The Devil's Playground                               | George Archainbaud                      | William Boyd, Andy Clyde                                                                                           | Statele Unite ale Americii | Hopalong Cassidy serial Western                                                        |
| Drifting Along                                       | Derwin Abrahams                         | Johnny Mack Brown, Raymond Hatton, Lynne Carver                                                                    | Statele Unite ale Americii | B Western                                                                              |
| Duel in the Sun                                      | King Vidor                              | Gregory Peck, Jennifer Jones, Joseph Cotten                                                                        | Statele Unite ale Americii | adult Western                                                                          |
| The El Paso Kid                                      | Thomas Carr                             | Sunset Carson, Marie Harmon, Hank Patterson                                                                        | Statele Unite ale Americii | Sunset Carson serial Western                                                           |
| The Fighting Frontiersman                            | Derwin Abrahams                         | Charles Starrett, Helen Mowery, Smiley Burnette                                                                    | Statele Unite ale Americii | Durango Kid serial Western                                                             |
| Frontier Gunlaw                                      | Derwin Abrahams                         | Charles Starrett, Tex Harding, Dub Taylor                                                                          | Statele Unite ale Americii | Durango Kid serial Western                                                             |
| Galloping Thunder                                    | Ray Nazarro                             | Charles Starrett, Adelle Roberts, Smiley Burnette                                                                  | Statele Unite ale Americii | Durango Kid serial Western                                                             |
| The Gay Cavalier                                     | William Nigh                            | Gilbert Roland, Martin Garralaga, Ramsay Ames                                                                      | Statele Unite ale Americii | The Cisco Kid serial Western                                                           |
| The Gentleman from Texas                             | Lambert Hillyer                         | Johnny Mack Brown, Raymond Hatton, Claudia Drake                                                                   | Statele Unite ale Americii | B Western                                                                              |
| Gentlemen with Guns                                  | Sam Newfield                            | Buster Crabbe, Al St. John, Patricia Knox                                                                          | Statele Unite ale Americii | Billy the Kid serial Western                                                           |
| Ghost of Hidden Valley                               | Sam Newfield                            | Buster Crabbe, Al St. John, Jean Carlin                                                                            | Statele Unite ale Americii | Billy the Kid serial Western                                                           |
| God's Country                                        | Robert Emmett Tansey                    | Robert Lowery, William Farnum, Buster Keaton                                                                       | Statele Unite ale Americii | contemporary Western                                                                   |
| Gunning for Vengeance                                | Ray Nazarro                             | Charles Starrett, Marjean Neville, Smiley Burnette                                                                 | Statele Unite ale Americii | Durango Kid serial Western                                                             |
| The Haunted Mine                                     | Derwin Abrahams                         | Johnny Mack Brown, Raymond Hatton, Linda Leighton                                                                  | Statele Unite ale Americii | B Western                                                                              |
| Heading West                                         | Ray Nazarro                             | Charles Starrett, Doris Houck, Smiley Burnette                                                                     | Statele Unite ale Americii | Durango Kid serial Western                                                             |
| Heldorado                                            | William Witney                          | Roy Rogers, Dale Evans, George "Gabby" Hayes                                                                       | Statele Unite ale Americii | Singing cowboy Western                                                                 |
| Home in Oklahoma                                     | William Witney                          | Roy Rogers, Dale Evans, George "Gabby" Hayes                                                                       | Statele Unite ale Americii | Singing cowboy Western                                                                 |
| Home on the Range                                    | R. G. Springsteen                       | Monte Hale, Bob Nolan, Lorna Gray                                                                                  | Statele Unite ale Americii | B Western                                                                              |
| Landrush                                             | Vernon Keays                            | Charles Starrett, Doris Houck, Smiley Burnette                                                                     | Statele Unite ale Americii | Durango Kid serial Western                                                             |
| Lone Star Moonlight                                  | Ray Nazarro                             | Ken Curtis, Joan Barton, Guy Kibbee                                                                                | Statele Unite ale Americii | Singing cowboy Western                                                                 |
| The Man from Rainbow Valley                          | R. G. Springsteen                       | Monte Hale, Ferris Taylor, Lorna Gray                                                                              | Statele Unite ale Americii | B Western                                                                              |
| My Darling Clementine                                | John Ford                               | Henry Fonda, Victor Mature, Linda Darnell, Ward Bond, Walter Brennan, Tim Holt                                     | Statele Unite ale Americii | Western tradițional                                                                    |
| My Pal Trigger                                       | Frank McDonald                          | Roy Rogers, George 'Gabby' Hayes                                                                                   | Statele Unite ale Americii | Singing cowboy Western                                                                 |
| 'Neath Canadian Skies                                | B. Reeves Eason                         | Russell Hayden, Inez Cooper, Douglas Fowley                                                                        | Statele Unite ale Americii | Northern Western                                                                       |
| North of the Border                                  | B. Reeves Eason                         | Russell Hayden, Douglas Fowley, Lyle Talbot                                                                        | Statele Unite ale Americii | B Western                                                                              |
| Out California Way                                   | Lesley Selander                         | Roy Rogers, Monte Hale, Lorna Gray, Robert Blake, Allan "Rocky" Lane                                               | Statele Unite ale Americii | Singing cowboy Western                                                                 |
| Outlaws of the Plains                                | Sam Newfield                            | Buster Crabbe, Al St. John, Patti McCarty                                                                          | Statele Unite ale Americii | Billy the Kid serial Western                                                           |
| The Overlanders                                      | Harry Watt                              | Chips Rafferty, John Nugent Hayward, Daphne Campbell                                                               | Australia                  | Contemporary/Outback Western                                                           |
| Overland Riders                                      | Sam Newfield                            | Buster Crabbe, Al St. John, Patti McCarty                                                                          | Statele Unite ale Americii | Billy the Kid serial Western                                                           |
| The Phantom Rider                                    | Spencer Gordon Bennet, Fred C. Brannon  | Robert Kent, Peggy Stewart, LeRoy Mason                                                                            | Statele Unite ale Americii | serial Western                                                                         |
| Prairie Badmen                                       | Sam Newfield                            | Buster Crabbe, Al St. John, Patricia Knox                                                                          | Statele Unite ale Americii | Billy the Kid serial Western                                                           |
| Rainbow Over Texas                                   | Frank McDonald                          | Roy Rogers, Dale Evans, George "Gabby" Hayes                                                                       | Statele Unite ale Americii | Singing cowboy Western                                                                 |
| Red River Renegades                                  | Thomas Carr                             | Sunset Carson, Peggy Stewart, Tom London                                                                           | Statele Unite ale Americii | Sunset Carson serial Western                                                           |
| Renegade Girl                                        | William Berke                           | Ann Savage, Alan Curtis, Edward Brophy                                                                             | Statele Unite ale Americii | B Western                                                                              |
| Rio Grande Raiders                                   | Thomas Carr                             | Sunset Carson, Linda Stirling, Bob Steele                                                                          | Statele Unite ale Americii | Sunset Carson serial Western                                                           |
| Roaring Rangers                                      | Ray Nazarro                             | Charles Starrett, Adelle Roberts, Merle Travis                                                                     | Statele Unite ale Americii | Durango Kid serial Western                                                             |
| Roll on Texas Moon                                   | William Witney                          | Roy Rogers, Dale Evans, George "Gabby" Hayes                                                                       | Statele Unite ale Americii | Singing cowboy Western                                                                 |
| Santa Fe Uprising                                    | R. G. Springsteen                       | Allan "Rocky" Lane, Robert Blake, Martha Wentworth                                                                 | Statele Unite ale Americii | Red Ryder serial Western                                                               |
| The Scarlet Horseman                                 | Lewis D. Collins, Ray Taylor            | Peter Cookson, Paul Guilfoyle, Janet Shaw                                                                          | Statele Unite ale Americii | adventure Western                                                                      |
| Shadows on the Range                                 | Lambert Hillyer                         | Johnny Mack Brown, Raymond Hatton, Jan Bryant                                                                      | Statele Unite ale Americii | B Western                                                                              |
| Sheriff of Redwood Valley                            | R. G. Springsteen                       | Wild Bill Elliott, Robert Blake, Bob Steele                                                                        | Statele Unite ale Americii | Red Ryder serial Western                                                               |
| Silver Range                                         | Lambert Hillyer                         | Johnny Mack Brown, Raymond Hatton, Jan Bryant                                                                      | Statele Unite ale Americii | B Western                                                                              |
| Singing on the Trail                                 | Ray Nazarro                             | Ken Curtis, Jeff Donnell, Guy Kibbee, Guinn "Big Boy" Williams                                                     | Statele Unite ale Americii | Singing cowboy Western                                                                 |
| Sioux City Sue                                       | Frank McDonald                          | Gene Autry, Lynne Roberts, Sterling Holloway                                                                       | Statele Unite ale Americii | Singing cowboy Western                                                                 |
| Song of Arizona                                      | Frank McDonald                          | Roy Rogers, Dale Evans, George "Gabby" Hayes                                                                       | Statele Unite ale Americii | Singing cowboy Western                                                                 |
| South of Monterey                                    | William Nigh                            | Gilbert Roland, Martin Garralaga, Marjorie Riordan                                                                 | Statele Unite ale Americii | The Cisco Kid serial Western                                                           |
| Stagecoach to Denver                                 | R. G. Springsteen                       | Allan "Rocky" Lane, Robert Blake, Martha Wentworth                                                                 | Statele Unite ale Americii | Red Ryder serial Western                                                               |
| Stars Over Texas                                     | Robert Emmett Tansey                    | Eddie Dean, Roscoe Ates, Shirley Patterson                                                                         | Statele Unite ale Americii | Singing cowboy Western                                                                 |
| Sun Valley Cyclone                                   | R. G. Springsteen                       | Wild Bill Elliott, Robert Blake, Alice Fleming                                                                     | Statele Unite ale Americii | Red Ryder serial Western                                                               |
| Sunset Pass                                          | William A. Berke                        | James Warren, Nan Leslie, John Laurenz                                                                             | Statele Unite ale Americii | B Western                                                                              |
| Terror Trail                                         | Ray Nazarro                             | Charles Starrett, Barbara Pepper, Smiley Burnette                                                                  | Statele Unite ale Americii | Durango Kid serial Western                                                             |
| Terrors on Horseback                                 | Sam Newfield                            | Buster Crabbe, Al St. John, Patti McCarty                                                                          | Statele Unite ale Americii | Billy the Kid serial Western                                                           |
| That Texas Jamboree                                  | Ray Nazarro                             | Ken Curtis, Jeff Donnell, Andy Clyde, Guinn "Big Boy" Williams                                                     | Statele Unite ale Americii | Singing cowboy Western                                                                 |
| Throw a Saddle on a Star                             | Ray Nazarro                             | Ken Curtis, Jeff Donnell, Andy Clyde, Guinn "Big Boy" Williams                                                     | Statele Unite ale Americii | Singing cowboy Western                                                                 |
| Trigger Fingers                                      | Lambert Hillyer                         | Johnny Mack Brown, Raymond Hatton, Jennifer Holt                                                                   | Statele Unite ale Americii | B Western                                                                              |
| Two-Fisted Stranger                                  | Ray Nazarro                             | Charles Starrett, Doris Houck, Smiley Burnette                                                                     | Statele Unite ale Americii | Durango Kid serial Western                                                             |
| Under Arizona Skies                                  | Lambert Hillyer                         | Johnny Mack Brown, Raymond Hatton, Reno Browne                                                                     | Statele Unite ale Americii | B Western                                                                              |
| Under Nevada Skies                                   | Frank McDonald                          | Roy Rogers, Dale Evans, George "Gabby" Hayes                                                                       | Statele Unite ale Americii | Singing cowboy Western                                                                 |
| The Virginian                                        | Stuart Gilmore                          | Joel McCrea, Brian Donlevy                                                                                         | Statele Unite ale Americii | B Western                                                                              |
| Wild West                                            | Robert Emmett Tansey                    | Eddie Dean, Lash La Rue, Sarah Padden, Roscoe Ates                                                                 | Statele Unite ale Americii | Singing cowboy Western                                                                 |
| 1947                                                 |                                         | |                            |                                                                                        |
| Angel and the Badman                                 | James Edward Grant                      | John Wayne, Gail Russell                                                                                           | Statele Unite ale Americii | Western tradițional                                                                    |
| Along the Oregon Trail                               | R. G. Springsteen                       | Monte Hale, Clayton Moore, Lorna Gray                                                                              | Statele Unite ale Americii | B Western                                                                              |
| Apache Rose                                          | William Witney                          | Roy Rogers, Dale Evans                                                                                             | Statele Unite ale Americii | Singing cowboy Western                                                                 |
| Bandits of Dark Canyon                               | Philip Ford                             | Allan "Rocky" Lane, Bob Steele, Eddy Waller                                                                        | Statele Unite ale Americii | B Western                                                                              |
| Bells of San Angelo                                  | William Witney                          | Roy Rogers, Trigger, Dale Evans, Andy Devine                                                                       | Statele Unite ale Americii | Singing cowboy Western                                                                 |
| Bells of San Fernando                                | Terry O. Morse                          | Donald Woods, Gloria Warren, Byron Foulger                                                                         | Statele Unite ale Americii | B Western                                                                              |
| Border Feud                                          | Ray Taylor                              | Lash La Rue, Al St. John, Gloria Marlen                                                                            | Statele Unite ale Americii | Cheyenne Davis serial Western                                                          |
| Bowery Buckaroos                                     | William Beaudine                        | Leo Gorcey, Huntz Hall                                                                                             | Statele Unite ale Americii | The Bowery Boys serial/comedy Western                                                  |
| Buckaroo from Powder River                           | Ray Nazarro                             | Charles Starrett, Eve Miller, Smiley Burnette                                                                      | Statele Unite ale Americii | Durango Kid serial Western                                                             |
| Cheyenne                                             | Raoul Walsh                             | Dennis Morgan, Jane Wyman, Janis Paige                                                                             | Statele Unite ale Americii | Western tradițional                                                                    |
| Cheyenne Takes Over                                  | Ray Taylor                              | Lash La Rue, Al St. John, Nancy Gates                                                                              | Statele Unite ale Americii | Cheyenne Davis serial Western                                                          |
| Code of the Saddle                                   | Thomas Carr                             | Johnny Mack Brown, Raymond Hatton, Kay Morley                                                                      | Statele Unite ale Americii | B Western                                                                              |
| Code of the West                                     | William A. Burke                        | James Warren, Debra Alden                                                                                          | Statele Unite ale Americii | B Western                                                                              |
| Dangerous Venture                                    | George Archainbaud                      | William Boyd, Andy Clyde                                                                                           | Statele Unite ale Americii | Hopalong Cassidy serial Western                                                        |
| Desert Fury                                          | Lewis Allen                             | Lizabeth Scott, John Hodiak, Burt Lancaster                                                                        | Statele Unite ale Americii | Western tradițional                                                                    |
| The Fighting Vigilantes                              | Ray Taylor                              | Lash La Rue, Al St. John, Jennifer Holt                                                                            | Statele Unite ale Americii | Cheyenne Davis serial Western                                                          |
| Flashing Guns                                        | Lambert Hillyer                         | Johnny Mack Brown, Raymond Hatton, Jan Bryant                                                                      | Statele Unite ale Americii | B Western                                                                              |
| Fool's Gold                                          | George Archainbaud                      | William Boyd, Andy Clyde                                                                                           | Statele Unite ale Americii | Hopalong Cassidy serial Western                                                        |
| Ghost Town Renegades                                 | Ray Taylor                              | Lash La Rue, Al St. John, Jennifer Holt                                                                            | Statele Unite ale Americii | Cheyenne Davis serial Western                                                          |
| Gun Talk                                             | Lambert Hillyer                         | Johnny Mack Brown, Raymond Hatton, Christine McIntyre                                                              | Statele Unite ale Americii | B Western                                                                              |
| Gunfighters                                          | George Waggner                          | Randolph Scott, Bruce Cabot, Barbara Britton                                                                       | Statele Unite ale Americii | Western tradițional                                                                    |
| Homesteaders of Paradise Valley                      | R. G. Springsteen                       | Allan "Rocky" Lane, Robert Blake, Martha Wentworth                                                                 | Statele Unite ale Americii | Red Ryder serial Western                                                               |
| Hoppy's Holiday                                      | George Archainbaud                      | William Boyd, Andy Clyde                                                                                           | Statele Unite ale Americii | Hopalong Cassidy serial Western                                                        |
| Jesse James Rides Again                              | Fred C. Brannon, Thomas Carr            | Clayton Moore, Roy Barcroft, Linda Stirling                                                                        | Statele Unite ale Americii | serial Western                                                                         |
| King of the Bandits                                  | Christy Cabanne                         | Gilbert Roland, Chris-Pin Martin, Angela Greene                                                                    | Statele Unite ale Americii | The Cisco Kid serial Western                                                           |
| Land of the Lawless                                  | Lambert Hillyer                         | Johnny Mack Brown, Raymond Hatton, Christine McIntyre                                                              | Statele Unite ale Americii | B Western                                                                              |
| Last Days of Boot Hill                               | Ray Nazarro                             | Charles Starrett, Virginia Hunter, Smiley Burnette                                                                 | Statele Unite ale Americii | Durango Kid serial Western                                                             |
| Last Frontier Uprising                               | Lesley Selander                         | Monte Hale, Malcolm "Bud" McTaggart, Lorna Gray                                                                    | Statele Unite ale Americii | B Western                                                                              |
| The Last Round-Up                                    | John English                            | Gene Autry, Iron Eyes Cody, Jay Silverheels, Jean Heather                                                          | Statele Unite ale Americii | Singing cowboy Western                                                                 |
| Law Comes to Gunsight                                | Lambert Hillyer                         | Johnny Mack Brown, Raymond Hatton, Reno Browne                                                                     | Statele Unite ale Americii | B Western                                                                              |
| Law of the Canyon                                    | Ray Nazarro                             | Charles Starrett, Nancy Saunders, Smiley Burnette                                                                  | Statele Unite ale Americii | Durango Kid serial Western                                                             |
| Law of the Lash                                      | Ray Taylor                              | Lash La Rue, Al St. John                                                                                           | Statele Unite ale Americii | Cheyenne Davis serial Western                                                          |
| The Lone Hand Texan                                  | Ray Nazarro                             | Charles Starrett, Smiley Burnette                                                                                  | Statele Unite ale Americii | Durango Kid serial Western                                                             |
| The Marauders                                        | George Archainbaud                      | William Boyd, Andy Clyde                                                                                           | Statele Unite ale Americii | Hopalong Cassidy serial Western                                                        |
| Marshal of Cripple Creek                             | R. G. Springsteen                       | Allan "Rocky" Lane, Robert Blake, Martha Wentworth                                                                 | Statele Unite ale Americii | Red Ryder serial Western                                                               |
| On the Old Spanish Trail                             | William Witney                          | Roy Rogers, Tito Guízar, Andy Devine, Jane Frazee                                                                  | Statele Unite ale Americii | Singing cowboy Western                                                                 |
| Oregon Trail Scouts                                  | R. G. Springsteen                       | Allan "Rocky" Lane, Robert Blake, Martha Wentworth                                                                 | Statele Unite ale Americii | Red Ryder serial Western                                                               |
| Out West                                             | Edward Bernds                           | Moe Howard, Larry Fine, Shemp Howard, Christine McIntyre, Jock Mahoney                                             | Statele Unite ale Americii | 3 Stooges Western short                                                                |
| Over the Santa Fe Trail                              | Ray Nazarro                             | Ken Curtis, Jennifer Holt, Guinn "Big Boy" Williams                                                                | Statele Unite ale Americii | Singing cowboy Western                                                                 |
| Pioneer Justice                                      | Ray Taylor                              | Lash La Rue, Al St. John, Jennifer Holt                                                                            | Statele Unite ale Americii | Cheyenne Davis serial Western                                                          |
| Prairie Express                                      | Lambert Hillyer                         | Johnny Mack Brown, Raymond Hatton, Virginia Belmont                                                                | Statele Unite ale Americii | B Western                                                                              |
| Prairie Raiders                                      | Derwin Abrahams                         | Charles Starrett, Nancy Saunders, Smiley Burnette                                                                  | Statele Unite ale Americii | Durango Kid serial Western                                                             |
| Pirates of Monterey                                  | Alfred L. Werker                        | Maria Montez, Rod Cameron, Mikhail Rasumny, Phillip Reed, Gilbert Roland, Gale Sondergaard                         | Statele Unite ale Americii | California independence Western                                                        |
| Pursued                                              | Raoul Walsh                             | Robert Mitchum, Teresa Wright, Alan Hale                                                                           | Statele Unite ale Americii | noir Western                                                                           |
| Raiders of the South                                 | Lambert Hillyer                         | Johnny Mack Brown, Raymond Hatton, Evelyn Brent                                                                    | Statele Unite ale Americii | B Western                                                                              |
| Ramrod                                               | André de Toth                           | Joel McCrea, Veronica Lake, Charles Ruggles, Lloyd Bridges                                                         | Statele Unite ale Americii | Western tradițional                                                                    |
| The Red Stallion                                     | Lesley Selander                         | Robert Paige, Noreen Nash, Ted Donaldson                                                                           | Statele Unite ale Americii | family Western                                                                         |
| Return of the Lash                                   | Ray Taylor                              | Lash La Rue, Al St. John, Mary Maynard                                                                             | Statele Unite ale Americii | Cheyenne Davis serial Western                                                          |
| Riders of the Lone Star                              | Derwin Abrahams                         | Charles Starrett, Virginia Hunter, Smiley Burnette                                                                 | Statele Unite ale Americii | Durango Kid serial Western                                                             |
| Riding the California Trail                          | William Nigh                            | Gilbert Roland, Martin Garralaga, Teala Loring                                                                     | Statele Unite ale Americii | The Cisco Kid serial Western                                                           |
| Robin Hood of Monterey                               | Christy Cabanne                         | Gilbert Roland, Chris-Pin Martin, Evelyn Brent                                                                     | Statele Unite ale Americii | The Cisco Kid serial Western                                                           |
| Robin Hood of Texas                                  | Lesley Selander                         | Gene Autry, Lynne Roberts, Sterling Holloway                                                                       | Statele Unite ale Americii | Singing cowboy Western                                                                 |
| Rustlers of Devil's Canyon                           | R. G. Springsteen                       | Allan "Rocky" Lane, Robert Blake, Martha Wentworth                                                                 | Statele Unite ale Americii | Red Ryder serial Western                                                               |
| Saddle Pals                                          | Lesley Selander                         | Gene Autry, Lynne Roberts, Sterling Holloway                                                                       | Statele Unite ale Americii | Singing cowboy Western                                                                 |
| The Sea of Grass                                     | Elia Kazan                              | Spencer Tracy, Katharine Hepburn, Melvyn Douglas                                                                   | Statele Unite ale Americii | dramatic Western                                                                       |
| Springtime in the Sierras                            | William Witney                          | Roy Rogers, Jane Frazee, Andy Devine                                                                               | Statele Unite ale Americii | Singing cowboy Western                                                                 |
| Stage to Mesa City                                   | Ray Taylor                              | Lash La Rue, Al St. John, Jennifer Holt                                                                            | Statele Unite ale Americii | Cheyenne Davis serial Western                                                          |
| The Stranger from Ponca City                         | Derwin Abrahams                         | Charles Starrett, Virginia Hunter, Smiley Burnette                                                                 | Statele Unite ale Americii | Durango Kid serial Western                                                             |
| South of the Chisholm Trail                          | Derwin Abrahams                         | Charles Starrett, Nancy Saunders, Smiley Burnette                                                                  | Statele Unite ale Americii | Durango Kid serial Western                                                             |
| Thunder Mountain                                     | Lew Landers                             | Tim Holt, Martha Hyer, Jason Robards, Sr.                                                                          | Statele Unite ale Americii | B Western                                                                              |
| Trail of the Mounties                                | Howard Bretherton                       | Russell Hayden, Jennifer Holt, Emmett Lynn                                                                         | Statele Unite ale Americii | Canadian Mountie Western                                                               |
| Trail Street                                         | Ray Enright                             | Joel McCrea, Frances Dee, Charles Bickford                                                                         | Statele Unite ale Americii | Western tradițional                                                                    |
| Trail to San Antone                                  | John English                            | Gene Autry, Peggy Stewart, Sterling Holloway                                                                       | Statele Unite ale Americii | Singing cowboy Western                                                                 |
| Trailing Danger                                      | Lambert Hillyer                         | Johnny Mack Brown, Raymond Hatton, Peggy Wynne                                                                     | Statele Unite ale Americii | B Western                                                                              |
| Twilight on the Rio Grande                           | Frank McDonald                          | Gene Autry, Sterling Holloway, Adele Mara                                                                          | Statele Unite ale Americii | Singing cowboy Western                                                                 |
| Unconquered                                          | Cecil B. Demille                        | Gary Cooper, Paulette Goddard, Boris Karloff, Ward Bond                                                            | Statele Unite ale Americii | frontier Western                                                                       |
| Under Colorado Skies                                 | R. G. Springsteen                       | Monte Hale, Paul Hurst, Lorna Gray                                                                                 | Statele Unite ale Americii | B Western                                                                              |
| Under the Tonto Rim                                  | Lew Landers                             | Tim Holt, Nan Leslie, Richard Martin                                                                               | Statele Unite ale Americii | B Western                                                                              |
| Unexpected Guest                                     | George Archainbaud                      | William Boyd, Andy Clyde                                                                                           | Statele Unite ale Americii | Hopalong Cassidy serial Western                                                        |
| Valley of Fear                                       | Lambert Hillyer                         | Johnny Mack Brown, Raymond Hatton, Christine McIntyre                                                              | Statele Unite ale Americii | B Western                                                                              |
| The Vigilante                                        | Wallace Fox                             | Ralph Byrd, Lyle Talbot                                                                                            | Statele Unite ale Americii | Vigilante serial Western                                                               |
| Vigilantes of Boomtown                               | R. G. Springsteen                       | Allan "Rocky" Lane, Robert Blake, Martha Wentworth                                                                 | Statele Unite ale Americii | Red Ryder serial Western                                                               |
| The Vigilantes Return                                | Ray Taylor                              | Jon Hall, Margaret Lindsay, Andy Devine                                                                            | Statele Unite ale Americii | B Western                                                                              |
| West of Dodge City                                   | Ray Nazarro                             | Charles Starrett, Nancy Saunders, Smiley Burnette                                                                  | Statele Unite ale Americii | Durango Kid serial Western                                                             |
| Where the North Begins                               | Howard Bretherton                       | Russell Hayden, Jennifer Holt, Tristram Coffin                                                                     | Statele Unite ale Americii | Canadian Mountie Western                                                               |
| Wild Country                                         | Ray Taylor                              | Eddie Dean, Roscoe Ates, I. Stanford Jolley                                                                        | Statele Unite ale Americii | Singing cowboy Western                                                                 |
| The Wild Frontier                                    | Philip Ford                             | Allan "Rocky" Lane, Jack Holt, Eddy Waller                                                                         | Statele Unite ale Americii | B Western                                                                              |
| Wild Horse Mesa                                      | Wallace Grissell                        | Tim Holt, Nan Leslie, Richard Martin                                                                               | Statele Unite ale Americii | B Western                                                                              |
| The Wistful Widow of Wagon Gap                       | Charles Barton                          | Bud Abbott, Lou Costello, Marjorie Main                                                                            | Statele Unite ale Americii | comedy Western                                                                         |
| Wyoming                                              | Joseph Kane                             | Wild Bill Elliott, Vera Ralston, George "Gabby" Hayes, Albert Dekker                                               | Statele Unite ale Americii | ranchers vs settlers Western                                                           |
| 1948                                                 |                                         | |                            |                                                                                        |
| 3 Godfathers                                         | John Ford                               | John Wayne, Harry Carey, Jr., Pedro Armendáriz, Ward Bond                                                          | Statele Unite ale Americii | outlaw Western                                                                         |
| Adventures of Frank and Jesse James                  | Fred C. Brannon, Yakima Canutt          | Clayton Moore, Steve Darrell, Noel Neill                                                                           | Statele Unite ale Americii | serial Western                                                                         |
| Adventures of Gallant Bess                           | Lew Landers                             | Cameron Mitchell, Audrey Long                                                                                      | Statele Unite ale Americii | B Western                                                                              |
| Albuquerque                                          | Ray Enright                             | Randolph Scott, Barbara Britton, Gabby Hayes                                                                       | Statele Unite ale Americii | Western tradițional                                                                    |
| The Arizona Ranger                                   | John Rawlins                            | Tim Holt, Jack Holt, Nan Leslie                                                                                    | Statele Unite ale Americii | B Western                                                                              |
| Back Trail                                           | Christy Cabanne                         | Johnny Mack Brown, Raymond Hatton, Mildred Coles                                                                   | Statele Unite ale Americii | B Western                                                                              |
| Black Bart                                           | George Sherman                          | Yvonne De Carlo, Dan Duryea, Jeffrey Lynn                                                                          | Statele Unite ale Americii | outlaw Western                                                                         |
| Black Eagle                                          | Robert Gordon                           | William Bishop, Virginia Patton, Gordon Jones                                                                      | Statele Unite ale Americii | B Western                                                                              |
| Blazing Across the Pecos                             | Ray Nazarro                             | Charles Starrett, Patricia Barry, Smiley Burnette                                                                  | Statele Unite ale Americii | Durango Kid serial Western                                                             |
| Blood on the Moon                                    | Robert Wise                             | Robert Mitchum, Barbara Bel Geddes, Robert Preston, Walter Brennan, Phyllis Thaxter, Frank Faylen, Tom Tully       | Statele Unite ale Americii | Noir Western                                                                           |
| The Bold Frontiersman                                | Philip Ford                             | Allan "Rocky" Lane, Eddy Waller, Roy Barcroft                                                                      | Statele Unite ale Americii | B Western                                                                              |
| Borrowed Trouble                                     | George Archainbaud                      | William Boyd, Andy Clyde                                                                                           | Statele Unite ale Americii | Hopalong Cassidy serial Western                                                        |
| California Firebrand                                 | Philip Ford                             | Monte Hale, Paul Hurst, Lorna Gray                                                                                 | Statele Unite ale Americii | B Western                                                                              |
| Carson City Raiders                                  | Yakima Canutt                           | Allan "Rocky" Lane, Eddy Waller, Frank Reicher                                                                     | Statele Unite ale Americii | B Western                                                                              |
| Coroner Creek                                        | Ray Enright                             | Randolph Scott, Marguerite Chapman, Edgar Buchanan                                                                 | Statele Unite ale Americii | Western tradițional                                                                    |
| Crossed Trails                                       | Lambert Hillyer                         | Johnny Mack Brown, Raymond Hatton, Lynne Carver                                                                    | Statele Unite ale Americii | B Western                                                                              |
| The Dead Don't Dream                                 | George Archainbaud                      | William Boyd, Andy Clyde                                                                                           | Statele Unite ale Americii | Hopalong Cassidy serial Western                                                        |
| Dead Man's Gold                                      | Ray Taylor                              | Lash La Rue, Al St. John, Peggy Stewart                                                                            | Statele Unite ale Americii | Lash La Rue serial Western                                                             |
| Deadline                                             | Oliver Drake                            | Sunset Carson, Al Terry, Pat Starling                                                                              | Statele Unite ale Americii | Sunset Carson serial Western                                                           |
| The Denver Kid                                       | Philip Ford                             | Allan "Rocky" Lane, Eddy Waller, William Henry                                                                     | Statele Unite ale Americii | B Western                                                                              |
| Desperadoes of Dodge City                            | Philip Ford                             | Allan "Rocky" Lane, Eddy Waller, Mildred Coles                                                                     | Statele Unite ale Americii | B Western                                                                              |
| El Dorado Pass                                       | Ray Nazarro                             | Charles Starrett, Elena Verdugo, Smiley Burnette                                                                   | Statele Unite ale Americii | Durango Kid serial Western                                                             |
| Eyes of Texas                                        | William Witney                          | Roy Rogers, Andy Devine, Lynne Roberts                                                                             | Statele Unite ale Americii | Singing cowboy Western                                                                 |
| False Paradise                                       | George Archainbaud                      | William Boyd, Andy Clyde, Rand Brooks                                                                              | Statele Unite ale Americii | Hopalong Cassidy serial Western                                                        |
| The Far Frontier                                     | William Witney                          | Roy Rogers, Andy Devine, Clayton Moore                                                                             | Statele Unite ale Americii | Singing cowboy Western                                                                 |
| Fighting Mustang                                     | Oliver Drake                            | Sunset Carson, Al Terry, Pat Starling                                                                              | Statele Unite ale Americii | Sunset Carson serial Western                                                           |
| The Fighting Ranger                                  | Lambert Hillyer                         | Johnny Mack Brown, Raymond Hatton, Christine Larsen                                                                | Statele Unite ale Americii | B Western                                                                              |
| Fort Apache                                          | John Ford                               | John Wayne, Henry Fonda, Shirley Temple, Pedro Armendáriz, Ward Bond, George O'Brien, Victor McLaglen, Dick Foran  | Statele Unite ale Americii | cavalry Western                                                                        |
| Four Faces West                                      | Alfred E. Green                         | Joel McCrea, Frances Dee, Charles Bickford                                                                         | Statele Unite ale Americii | Western tradițional                                                                    |
| Frontier Agent                                       | Lambert Hillyer                         | Johnny Mack Brown, Raymond Hatton, Reno Browne                                                                     | Statele Unite ale Americii | B Western                                                                              |
| Frontier Revenge                                     | Ray Taylor                              | Lash La Rue, Al St. John, Peggy Stewart                                                                            | Statele Unite ale Americii | Lash La Rue serial Western                                                             |
| Fury at Furnace Creek                                | H. Bruce Humberstone                    | Victor Mature, Coleen Gray, Glenn Langan                                                                           | Statele Unite ale Americii | revenge Western                                                                        |
| The Gay Ranchero                                     | William Witney                          | Roy Rogers, Andy Devine                                                                                            | Statele Unite ale Americii | Singing cowboy Western                                                                 |
| Grand Canyon Trail                                   | William Witney                          | Roy Rogers, Andy Devine                                                                                            | Statele Unite ale Americii | Singing cowboy Western                                                                 |
| Green Grass of Wyoming                               | Louis King                              | Peggy Cummins, Charles Coburn                                                                                      | Statele Unite ale Americii | family Western                                                                         |
| Gun Smugglers                                        | Frank McDonald                          | Tim Holt, Martha Hyer, Richard Martin                                                                              | Statele Unite ale Americii | B Western                                                                              |
| Guns of Hate                                         | Lesley Selander                         | Tim Holt, Nan Leslie, Richard Martin                                                                               | Statele Unite ale Americii | B Western                                                                              |
| Gunning for Justice                                  | Ray Taylor                              | Johnny Mack Brown, Raymond Hatton, Max Terhune, Evelyn Finley                                                      | Statele Unite ale Americii | B Western                                                                              |
| The Hawk of Powder River                             | Ray Taylor                              | Eddie Dean, Roscoe Ates, Jennifer Holt                                                                             | Statele Unite ale Americii | Singing cowboy Western                                                                 |
| Hidden Danger                                        | Ray Taylor                              | Johnny Mack Brown, Raymond Hatton, Max Terhune                                                                     | Statele Unite ale Americii | B Western                                                                              |
| Indian Agent                                         | Lesley Selander                         | Tim Holt, Noah Beery, Jr., Richard Martin                                                                          | Statele Unite ale Americii | B Western                                                                              |
| The Kissing Bandit                                   | Laszlo Benedek                          | Frank Sinatra, Kathryn Grayson, Ricardo Montalban, Ann Miller                                                      | Statele Unite ale Americii | comedy/musical Western                                                                 |
| Last of the Wild Horses                              | Robert L. Lippert                       | James Ellison, Mary Beth Hughes, Jane Frazee                                                                       | Statele Unite ale Americii | Western tradițional                                                                    |
| Loaded Pistols                                       | John English                            | Gene Autry, Barbara Britton, Chill Wills                                                                           | Statele Unite ale Americii | Singing cowboy Western                                                                 |
| The Man from Colorado                                | Henry Levin                             | Glenn Ford, William Holden, Ellen Drew                                                                             | Statele Unite ale Americii | Western tradițional                                                                    |
| Mark of the Lash                                     | Ray Taylor                              | Lash La Rue, Al St. John, Suzi Crandall                                                                            | Statele Unite ale Americii | Lash La Rue serial Western                                                             |
| Marshal of Amarillo                                  | Philip Ford                             | Allan "Rocky" Lane, Eddy Waller, Mildred Coles                                                                     | Statele Unite ale Americii | B Western                                                                              |
| Night Time in Nevada                                 | William Witney                          | Roy Rogers, Andy Devine, Adele Mara                                                                                | Statele Unite ale Americii | Singing cowboy Western                                                                 |
| Northwest Stampede                                   | Albert S. Rogell                        | Joan Leslie, James Craig, Jack Oakie                                                                               | Statele Unite ale Americii | Northern Western                                                                       |
| Oklahoma Badlands                                    | Yakima Canutt                           | Allan "Rocky" Lane, Eddy Waller, Mildred Coles                                                                     | Statele Unite ale Americii | B Western                                                                              |
| Old Los Angeles                                      | Joseph Kane                             | Wild Bill Elliott, John Carroll, Catherine McLeod, Joseph Schildkraut                                              | Statele Unite ale Americii | B Western                                                                              |
| Overland Trails                                      | Lambert Hillyer                         | Johnny Mack Brown, Raymond Hatton, Virginia Belmont                                                                | Statele Unite ale Americii | B Western                                                                              |
| The Paleface                                         | Norman Z. McLeod                        | Bob Hope, Jane Russell                                                                                             | Statele Unite ale Americii | comedy Western                                                                         |
| Panhandle                                            | Lesley Selander                         | Rod Cameron, Cathy Downs, Reed Hadley                                                                              | Statele Unite ale Americii | Western tradițional                                                                    |
| Phantom Valley                                       | Ray Nazarro                             | Charles Starrett, Virginia Hunter, Smiley Burnette                                                                 | Statele Unite ale Americii | Durango Kid serial Western                                                             |
| Quick on the Trigger                                 | Ray Nazarro                             | Charles Starrett, Lyle Talbot, Smiley Burnette, Helen Parrish                                                      | Statele Unite ale Americii | Durango Kid serial Western                                                             |
| Rachel and the Stranger                              | Norman Foster                           | William Holden, Robert Mitchum, Loretta Young                                                                      | Statele Unite ale Americii | Colonial American frontier Western                                                     |
| Red River                                            | Howard Hawks                            | John Wayne, Montgomery Clift, Walter Brennan, Harry Carey, John Ireland                                            | Statele Unite ale Americii | cattle drive Western                                                                   |
| Relentless                                           | George Sherman                          | Robert Young, Marguerite Chapman, Willard Parker, Akim Tamiroff                                                    | Statele Unite ale Americii | revenge Western                                                                        |
| Renegades of Sonora                                  | R. G. Springsteen                       | Allan "Rocky" Lane, Eddy Waller, Roy Barcroft                                                                      | Statele Unite ale Americii | B Western                                                                              |
| Return of the Bad Men                                | Ray Enright                             | Randolph Scott, Robert Ryan, Anne Jeffreys                                                                         | Statele Unite ale Americii | Western tradițional                                                                    |
| The Sheriff of Medicine Bow                          | Lambert Hillyer                         | Johnny Mack Brown, Raymond Hatton, Max Terhune, Evelyn Finley                                                      | Statele Unite ale Americii | B Western                                                                              |
| Silent Conflict                                      | George Archainbaud                      | William Boyd, Andy Clyde                                                                                           | Statele Unite ale Americii | Hopalong Cassidy serial Western                                                        |
| Silver River                                         | Raoul Walsh                             | Errol Flynn, Ann Sheridan, Thomas Mitchell                                                                         | Statele Unite ale Americii | Western tradițional                                                                    |
| Silver Trails                                        | Christy Cabanne                         | Jimmy Wakely, Dub Taylor, Christine Larsen, Whip Wilson                                                            | Statele Unite ale Americii | serial Western                                                                         |
| Sinister Journey                                     | George Archainbaud                      | William Boyd, Andy Clyde                                                                                           | Statele Unite ale Americii | Hopalong Cassidy serial Western                                                        |
| Six-Gun Law                                          | Ray Nazarro                             | Charles Starrett, Nancy Saunders, Smiley Burnette                                                                  | Statele Unite ale Americii | Durango Kid serial Western                                                             |
| Smoky Mountain Melody                                | Ray Nazarro                             | Roy Acuff, Guinn "Big Boy" Williams, Jock Mahoney                                                                  | Statele Unite ale Americii | Singing cowboy Western                                                                 |
| Son of God's Country                                 | R. G. Springsteen                       | Monte Hale, Paul Hurst, Pamela Blake                                                                               | Statele Unite ale Americii | B Western                                                                              |
| Sons of Adventure                                    | Yakima Canutt                           | Russell Hayden, Lynne Roberts, Gordon Jones                                                                        | Statele Unite ale Americii | B Western                                                                              |
| Station West                                         | Sidney Lanfield                         | Dick Powell, Jane Greer                                                                                            | Statele Unite ale Americii | noir Western                                                                           |
| Strange Gamble                                       | George Archainbaud                      | William Boyd, Andy Clyde, Rand Brooks                                                                              | Statele Unite ale Americii | Hopalong Cassidy serial Western                                                        |
| The Strawberry Roan                                  | John English                            | Gene Autry, Gloria Henry, Pat Buttram                                                                              | Statele Unite ale Americii | Singing cowboy Western                                                                 |
| Sundown in Santa Fe                                  | R. G. Springsteen                       | Allan "Rocky" Lane, Eddy Waller, Roy Barcroft                                                                      | Statele Unite ale Americii | B Western                                                                              |
| Sunset Carson Rides Again                            | Oliver Drake                            | Sunset Carson, Al Terry, Bob Curtis                                                                                | Statele Unite ale Americii | B Western                                                                              |
| Tex Granger                                          | Derwin Abrahams                         | Robert Kellard, Peggy Stewart, Smith Ballew                                                                        | Statele Unite ale Americii | Midnight Rider of the Plains serial Western                                            |
| The Timber Trail                                     | Philip Ford                             | Monte Hale, James Burke, Lynne Roberts                                                                             | Statele Unite ale Americii | B Western                                                                              |
| Trail of the Mounties                                | Howard Bretherton                       | Russell Hayden, Jennifer Holt, Emmett Lynn                                                                         | Statele Unite ale Americii | Northern Western                                                                       |
| Trail of the Yukon                                   | William Beaudine                        | Kirby Grant, Suzanne Dalbert, Bill Edwards                                                                         | Statele Unite ale Americii | Northern Western                                                                       |
| Trail to Laredo                                      | Ray Nazarro                             | Charles Starrett, Virginia Maxey, Smiley Burnette                                                                  | Statele Unite ale Americii | Durango Kid serial Western                                                             |
| The Treasure of the Sierra Madre                     | John Huston                             | Humphrey Bogart, Walter Huston, Tim Holt, Bruce Bennett                                                            | Statele Unite ale Americii | psychological Western                                                                  |
| Triggerman                                           | Howard Bretherton                       | Johnny Mack Brown, Raymond Hatton, Virginia Carroll                                                                | Statele Unite ale Americii | B Western                                                                              |
| Under California Stars                               | William Witney                          | Roy Rogers, Jane Frazee, Andy Devine                                                                               | Statele Unite ale Americii | Singing cowboy Western                                                                 |
| The Untamed Breed                                    | Charles Lamont                          | Sonny Tufts, George 'Gabby' Hayes, Barbara Britton                                                                 | Statele Unite ale Americii | Western tradițional                                                                    |
| The Valiant Hombre                                   | Wallace Fox                             | Duncan Renaldo, Leo Carrillo, Barbara Billingsley                                                                  | Statele Unite ale Americii | The Cisco Kid serial Western                                                           |
| West of Sonora                                       | Ray Nazarro                             | Charles Starrett, Anita Castle, Smiley Burnette, Steve Darrell                                                     | Statele Unite ale Americii | Durango Kid serial Western                                                             |
| Western Heritage                                     | Wallace Grissell                        | Tim Holt, Nan Leslie, Richard Martin                                                                               | Statele Unite ale Americii | B Western                                                                              |
| Whirlwind Raiders                                    | Vernon Keays                            | Charles Starrett, Nancy Saunders, Smiley Burnette                                                                  | Statele Unite ale Americii | Durango Kid serial Western                                                             |
| Whispering Smith                                     | Leslie Fenton                           | Alan Ladd, Robert Preston, Brenda Marshall                                                                         | Statele Unite ale Americii | Western tradițional                                                                    |
| The Wolf Hunters                                     | Budd Boetticher                         | Kirby Grant, Jan Clayton, Edward Norris                                                                            | Statele Unite ale Americii | Northern Western                                                                       |
| Yellow Sky                                           | William A. Wellman                      | Gregory Peck, Ann Baxter, Richard Widmark                                                                          | Statele Unite ale Americii | psychological Western                                                                  |
| 1949                                                 |                                         | |                            |                                                                                        |
| Apache Chief                                         | Frank McDonald                          | Russell Hayden, Alan Curtis, Tom Neal                                                                              | Statele Unite ale Americii | B Western                                                                              |
| Bandit King of Texas                                 | Fred C. Brannon                         | Allan "Rocky" Lane, Eddy Waller, Helene Stanley                                                                    | Statele Unite ale Americii | B Western                                                                              |
| Bandits of El Dorado                                 | Ray Nazarro                             | Charles Starrett, Smiley Burnette, Clayton Moore                                                                   | Statele Unite ale Americii | Durango Kid serial Western                                                             |
| The Beautiful Blonde from Bashful Bend               | Preston Sturges                         | Betty Grable, Caesar Romero, Rudy Vallee                                                                           | Statele Unite ale Americii | comedy Western                                                                         |
| The Big Cat                                          | Phil Karlson                            | Lon McCallister, Peggy Ann Garner, Preston Foster, Forrest Tucker, Skip Homeier                                    | Statele Unite ale Americii | family Western                                                                         |
| Big Jack                                             | Richard Thorpe                          | Wallace Beery, Richard Conte, Marjorie Main                                                                        | Statele Unite ale Americii | frontier Western                                                                       |
| The Big Sombrero                                     | Frank McDonald                          | Gene Autry, Elena Verdugo                                                                                          | Statele Unite ale Americii | Singing cowboy Western                                                                 |
| The Blazing Trail                                    | Ray Nazarro                             | Charles Starrett, Marjorie Stapp, Smiley Burnette, Jock Mahoney                                                    | Statele Unite ale Americii | Durango Kid serial Western                                                             |
| Brothers in the Saddle                               | Lesley Selander                         | Tim Holt, Steve Brodie, Richard Martin                                                                             | Statele Unite ale Americii | B Western                                                                              |
| Calamity Jane and Sam Bass                           | George Sherman                          | Yvonne De Carlo, Howard Duff                                                                                       | Statele Unite ale Americii | biopic Western                                                                         |
| Call of the Forest                                   | John F. Link, Sr.                       | Robert Lowery, Ken Curtis, Chief Thundercloud                                                                      | Statele Unite ale Americii | B Western                                                                              |
| Canadian Pacific                                     | Edwin L. Marin                          | Randolph Scott, Jane Wyatt, Victor Jory                                                                            | Statele Unite ale Americii | empire building Western                                                                |
| Challenge of the Range                               | Ray Nazarro                             | Charles Starrett, Paula Raymond, Smiley Burnette                                                                   | Statele Unite ale Americii | Durango Kid serial Western                                                             |
| Colorado Territory                                   | Raoul Walsh                             | Joel McCrea, Virginia Mayo, Dorothy Malone                                                                         | Statele Unite ale Americii | Western tradițional                                                                    |
| The Cowboy and the Indians                           | John English                            | Gene Autry, Sheila Ryan, Frank Richards                                                                            | Statele Unite ale Americii | Singing cowboy Western                                                                 |
| Cowboy and the Prizefighter                          | Lewis D. Collins                        | Jim Bannon, Don Reynolds, Emmett Lynn                                                                              | Statele Unite ale Americii | Red Ryder serial Western                                                               |
| Crashing Thru                                        | Ray Taylor                              | Whip Wilson, Andy Clyde, Christine Larsen                                                                          | Statele Unite ale Americii | Whip Wilson serial Western                                                             |
| The Daring Caballero                                 | Wallace Fox                             | Duncan Renaldo, Leo Carrillo, Kippee Valez                                                                         | Statele Unite ale Americii | The Cisco Kid serial Western                                                           |
| Death Valley Gunfighter                              | R. G. Springsteen                       | Allan "Rocky" Lane, Eddy Waller, Gail Davis                                                                        | Statele Unite ale Americii | B Western                                                                              |
| Deputy Marshal                                       | William Berke                           | Russell Hayden, Frances Langford, Dick Foran                                                                       | Statele Unite ale Americii | B Western                                                                              |
| Desert Vigilante                                     | Fred F. Sears                           | Charles Starrett, Peggy Stewart, Smiley Burnette                                                                   | Statele Unite ale Americii | Durango Kid serial Western                                                             |
| The Doolins of Oklahoma                              | Gordon Douglas                          | Randolph Scott, George Macready, John Ireland                                                                      | Statele Unite ale Americii | Western tradițional                                                                    |
| Down Dakota Way                                      | William Witney                          | Roy Rogers, Dale Evans                                                                                             | Statele Unite ale Americii | Singing cowboy Western                                                                 |
| Fighting Man of the Plains                           | Edwin L. Marin                          | Randolph Scott, Bill Williams, Victor Jory                                                                         | Statele Unite ale Americii | Western tradițional                                                                    |
| The Fighting Redhead                                 | Lewis D. Collins                        | Jim Bannon, Don Reynolds Emmett Lynn                                                                               | Statele Unite ale Americii | Red Ryder serial Western                                                               |
| Frontier Investigator                                | Fred C. Brannon                         | Allan "Rocky" Lane, Eddy Waller, Roy Barcroft                                                                      | Statele Unite ale Americii | B Western                                                                              |
| The Gay Amigo                                        | Wallace Fox                             | Duncan Renaldo, Leo Carrillo                                                                                       | Statele Unite ale Americii | Cisco Kid serial Western                                                               |
| Ghost of Zorro                                       | Fred C. Brannon                         | Clayton Moore, Pamela Blake, Roy Barcroft                                                                          | Statele Unite ale Americii | B Western                                                                              |
| The Golden Stallion                                  | William Witney                          | Roy Rogers, Dale Evans, Estelita Rodriguez                                                                         | Statele Unite ale Americii | Singing cowboy Western                                                                 |
| Haunted Trails                                       | Lambert Hillyer                         | Whip Wilson, Andy Clyde, Reno Browne                                                                               | Statele Unite ale Americii | Whip Wilson serial Western                                                             |
| Hellfire                                             | R. G. Springsteen                       | Wild Bill Elliott, Marie Windsor, Forrest Tucker                                                                   | Statele Unite ale Americii | B Western                                                                              |
| Horsemen of the Sierras                              | Fred F. Sears                           | Charles Starrett, Jason Robards, Sr., Smiley Burnette                                                              | Statele Unite ale Americii | Durango Kid serial Western                                                             |
| I Shot Jesse James                                   | Samuel Fuller                           | Reed Hadley, John Ireland, Barbara Britton                                                                         | Statele Unite ale Americii | outlaw Western                                                                         |
| The James Brothers of Missouri                       | Fred C. Brannon                         | Keith Richards, Robert Bice, Noel Neill                                                                            | Statele Unite ale Americii | serial Western                                                                         |
| Laramie                                              | Ray Nazarro                             | Charles Starrett, Fred F. Sears, Smiley Burnette                                                                   | Statele Unite ale Americii | Durango Kid serial Western                                                             |
| The Last Bandit                                      | Joseph Kane                             | Wild Bill Elliott, Lorna Gray, Andy Devine, Jack Holt                                                              | Statele Unite ale Americii | Western tradițional                                                                    |
| Law of the Golden West                               | Philip Ford                             | Monte Hale, Paul Hurst, Gail Davis                                                                                 | Statele Unite ale Americii | serial Western                                                                         |
| Law of the West                                      | Ray Taylor                              | Johnny Mack Brown, Max Terhune, Bill Kennedy                                                                       | Statele Unite ale Americii | B Western                                                                              |
| Lust for Gold                                        | S. Sylvan Simon                         | Glenn Ford, Ida Lupino, Gig Young                                                                                  | Statele Unite ale Americii | Western tradițional                                                                    |
| Masked Raiders                                       | Lesley Selander                         | Tim Holt, Richard Martin, Marjorie Lord                                                                            | Statele Unite ale Americii | B Western                                                                              |
| The Mysterious Desperado                             | Lesley Selander                         | Tim Holt, Richard Martin, Edward Norris                                                                            | Statele Unite ale Americii | B Western                                                                              |
| Navajo Trail Riders                                  | R. G. Springsteen                       | Allan "Rocky" Lane, Eddy Waller, Robert Emmett Keane                                                               | Statele Unite ale Americii | B Western                                                                              |
| Outcasts of the Trail                                | Philip Ford                             | Monte Hale, Paul Hurst, Jeff Donnell                                                                               | Statele Unite ale Americii | serial Western                                                                         |
| Outlaw Country                                       | Ray Taylor                              | Lash La Rue, Al St. John, Dan White                                                                                | Statele Unite ale Americii | Lash La Rue serial Western                                                             |
| Pioneer Marshal                                      | Philip Ford                             | Monte Hale, Paul Hurst, Nan Leslie                                                                                 | Statele Unite ale Americii | serial Western                                                                         |
| Powder River Rustlers                                | Philip Ford                             | Allan "Rocky" Lane, Eddy Waller, Gerry Ganzer                                                                      | Statele Unite ale Americii | B Western                                                                              |
| Prince of the Plains                                 | Philip Ford                             | Monte Hale, Paul Hurst, Shirley Davis                                                                              | Statele Unite ale Americii | serial Western                                                                         |
| Range Justice                                        | Ray Taylor                              | Johnny Mack Brown, Max Terhune, Tristram Coffin                                                                    | Statele Unite ale Americii | B Western                                                                              |
| Range Land                                           | Lambert Hillyer                         | Whip Wilson, Andy Clyde, Reno Browne                                                                               | Statele Unite ale Americii | Whip Wilson serial Western                                                             |
| Ranger of Cherokee Strip                             | Philip Ford                             | Monte Hale, Paul Hurst, Alix Talton                                                                                | Statele Unite ale Americii | serial Western                                                                         |
| Red Canyon                                           | George Sherman                          | Ann Blyth, Howard Duff, George Brent                                                                               | Statele Unite ale Americii | family Western                                                                         |
| The Red Pony                                         | Lewis Milestone                         | Myrna Loy, Robert Mitchum, Peter Miles                                                                             | Statele Unite ale Americii | family Western                                                                         |
| Red Stallion in the Rockies                          | Ralph Murphy                            | Arthur Franz, Jean Heather, Jim Davis                                                                              | Statele Unite ale Americii | family Western                                                                         |
| Renegades of the Sage                                | Ray Nazarro                             | Charles Starrett, Leslie Banning, Smiley Burnette, Jock Mahoney                                                    | Statele Unite ale Americii | Durango Kid serial Western                                                             |
| Ride, Ryder, Ride                                    | Lewis D. Collins                        | Jim Bannon, Don Reynolds, Emmett Lynn                                                                              | Statele Unite ale Americii | Red Ryder serial Western                                                               |
| Riders of the Dusk                                   | Lambert Hillyer                         | Whip Wilson, Andy Clyde, Reno Browne                                                                               | Statele Unite ale Americii | Whip Wilson serial Western                                                             |
| Riders of the Pony Express                           | Michael Salle                           | Ken Curtis, Shug Fisher, Cathy Douglas                                                                             | Statele Unite ale Americii | B Western                                                                              |
| Riders in the Sky                                    | John English                            | Gene Autry, Gloria Henry, Pat Buttram                                                                              | Statele Unite ale Americii | Singing cowboy Western                                                                 |
| Riders of the Whistling Pines                        | John English                            | Gene Autry, Patricia Barry, Clayton Moore                                                                          | Statele Unite ale Americii | Singing cowboy Western                                                                 |
| Rim of the Canyon                                    | John English                            | Gene Autry, Alan Hale, Jr., Thurston Hall, Jock Mahoney, Denver Pyle                                               | Statele Unite ale Americii | Singing cowboy Western                                                                 |
| Rimfire                                              | B. Reeves Eason                         | James Millican, Mary Beth Hughes, Reed Hadley, Henry Hull, Fuzzy Knight                                            | Statele Unite ale Americii | noir Western                                                                           |
| Rio Grande                                           | Norman Sheldon                          | Sunset Carson, Evohn Keyes, Lee Morgan                                                                             | Statele Unite ale Americii | Sunset Carson serial Western                                                           |
| Roll, Thunder, Roll                                  | Lewis D. Collins                        | Jim Bannon, Don Reynolds, Emmett Lynn                                                                              | Statele Unite ale Americii | Red Ryder serial Western                                                               |
| Roughshod                                            | Mark Robson                             | Gloria Grahame, Robert Sterling, John Ireland                                                                      | Statele Unite ale Americii | outlaw Western                                                                         |
| Rustlers                                             | Lesley Selander                         | Tim Holt, Richard Martin, Martha Hyer                                                                              | Statele Unite ale Americii | B Western                                                                              |
| San Antone Ambush                                    | Philip Ford                             | Monte Hale, Paul Hurst, Bette Daniels                                                                              | Statele Unite ale Americii | serial Western                                                                         |
| Satan's Cradle                                       | Ford Beebe                              | Duncan Renaldo, Leo Carrillo, Ann Savage                                                                           | Statele Unite ale Americii | The Cisco Kid serial Western                                                           |
| Shadows of the West                                  | Ray Taylor                              | Whip Wilson, Andy Clyde, Riley Hill                                                                                | Statele Unite ale Americii | Whip Wilson serial Western                                                             |
| She Wore a Yellow Ribbon                             | John Ford                               | John Wayne, Joanne Dru, Ben Johnson                                                                                | Statele Unite ale Americii | cavalry Western                                                                        |
| Sheriff of Wichita                                   | R. G. Springsteen                       | Allan "Rocky" Lane, Eddy Waller, Roy Barcroft                                                                      | Statele Unite ale Americii | B Western                                                                              |
| Son of a Badman                                      | Ray Taylor                              | Lash La Rue, Al St. John, Noel Neill                                                                               | Statele Unite ale Americii | Lash La Rue serial Western                                                             |
| Son of Billy the Kid                                 | Ray Taylor                              | Lash La Rue, Al St. John, June Carr                                                                                | Statele Unite ale Americii | Lash La Rue serial Western                                                             |
| Sons of New Mexico                                   | John English                            | Gene Autry, Gail Davis, Clayton Moore                                                                              | Statele Unite ale Americii | Singing cowboy Western                                                                 |
| South of Rio                                         | Philip Ford                             | Monte Hale, Kay Christopher, Paul Hurst                                                                            | Statele Unite ale Americii | serial Western                                                                         |
| South of St. Louis                                   | Ray Enright                             | Joel McCrea, Alexis Smith, Zachary Scott                                                                           | Statele Unite ale Americii | Western tradițional                                                                    |
| Stagecoach Kid                                       | Lew Landers                             | Tim Holt, Richard Martin, Jeff Donnell                                                                             | Statele Unite ale Americii | B Western                                                                              |
| Stallion Canyon                                      | Harry L. Fraser                         | Ken Curtis, Shug Fisher, Carolina Cotton                                                                           | Statele Unite ale Americii | B Western                                                                              |
| Stampede                                             | Lesley Selander                         | Rod Cameron, Gale Storm, Johnny Mack Brown                                                                         | Statele Unite ale Americii | ranchers vs settlers Western                                                           |
| Streets of Laredo                                    | Leslie Fenton                           | William Holden, Mona Freeman, William Bendix                                                                       | Statele Unite ale Americii | outlaw Western                                                                         |
| Susanna Pass                                         | William Witney                          | Roy Rogers, Dale Evans, Estelita Rodriguez                                                                         | Statele Unite ale Americii | Singing cowboy Western                                                                 |
| Trails End                                           | Lambert Hillyer                         | Johnny Mack Brown, Raymond Hatton, Max Terhune, Kay Morley                                                         | Statele Unite ale Americii | B Western                                                                              |
| Trouble at Melody Mesa                               | W. Merle Connell                        | Brad King, Cal Shrum, Lorraine Miller                                                                              | Statele Unite ale Americii | B Western                                                                              |
| The Walking Hills                                    | John Sturges                            | Randolph Scott, Ella Raines, Arthur Kennedy                                                                        | Statele Unite ale Americii | Western tradițional                                                                    |
| West of El Dorado                                    | Ray Taylor                              | Johnny Mack Brown, Max Terhune, Reno Browne                                                                        | Statele Unite ale Americii | B Western                                                                              |
| Western Renegades                                    | Wallace Fox                             | Johnny Mack Brown, Max Terhune, Jane Adams                                                                         | Statele Unite ale Americii | B Western                                                                              |
| The Wyoming Bandit                                   | Philip Ford                             | Allan "Rocky" Lane, Eddy Waller, Trevor Bardette                                                                   | Statele Unite ale Americii | B Western                                                                              |